# 21 czerwca
21 czerwca jest 172. (w latach przestępnych 173.) dniem w kalendarzu gregoriańskim. Do końca roku pozostaje 193 dni.

## Święta
- Imieniny obchodzą: Alicja, Alojza, Alojzy, Chloe, Demetria, Domamir, Euzebiusz, Lutfryd, Marcja, Rajmund, Rudolf, Rudolfa, Rudolfina, Terencja i Terencjusz.
- Noc Kupały, zw. potocznie nocą świętojańską, święto obchodzone w nocy z 21 na 22 czerwca (związane z przesileniem letnim)
- Świat – Najdłuższy Dzień w Roku (początek astronomicznego lata), Przesilenie letnie wypada 20 albo 21 czerwca
- Kanada – Narodowy Dzień Tubylczy[1] (od 1996)
- Międzynarodowe:
  - Światowy Dzień Deskorolki[2][3] (ang. Skateboarding Day, od 2006)
  - Święto Muzyki (od 1981 z inicjatywy Marcela Landowskiego, francuskiego kompozytora polskiego pochodzenia, od 1995 roku Międzynarodowe Święto Muzyki, w Polsce od 2000)
  - Międzynarodowy Dzień Jogi (od 2015)
- Polska – Dzień Przedsiębiorcy
- Togo – Dzień Męczenników
- Turkmenistan – Wybory Pierwszego Prezydenta
- Wspomnienia i święta w Kościele katolickim[4][5] obchodzą:
  - św. Aleksja (Alicja)[6]
  - św. Alojzy Gonzaga (jezuita)
  - św. Demetria Rzymianka (męczennica)
  - św. Euzebiusz z Samosaty (biskup i męczennik)
  - św. Jan Rigby (męczennik)
  - św. Tercjusz z Ikonium (biskup)

## Wydarzenia w Polsce
- 1243 – Książę Barnim I nadał prawa miejskie Stargardowi.
- 1305 – Wacław III Czeski został królem Polski.
- 1410 – Wielka wojna z zakonem krzyżackim: realizując zobowiązania sojusznicze wobec krzyżaków król Węgier Zygmunt Luksemburski wypowiedział wojnę Polsce.
- 1503 – Aleksander Jagiellończyk nadał Wołkowyskowi prawo magdeburskie.
- 1621 – Poświęcono kościół św. Józefa w Poznaniu.
- 1749 – W wyniku wybuchu tysięcy beczek prochu w baszcie mieszczącej się przy dzisiejszej ul. Pawła Włodkowica we Wrocławiu zginęło około 60 osób.
- 1768 – Koliszczyzna: zbuntowani Kozacy i ruskie chłopstwo zdobyli Humań, gdzie dokonali rzezi około 20 tys. Polaków i Żydów.
- 1791 – Powołano Komisję Policji Obojga Narodów.
- 1815 – W Poznaniu ukazało się pierwsze wydanie dziennika „Gazeta Wielkiego Księstwa Poznańskiego”.
- 1855 – W stoczni Schichau-Werke w Elblągu zwodowano pierwszy statek.
- 1863 – Powstanie styczniowe: utworzono Wydział Wykonawczy Rządu Narodowego dla Wołynia, Podola i Ukrainy.
- 1905 –  Kawaleria kozacka otworzyła ogień do uczestników pogrzebów robotników zastrzelonych podczas demonstracji 18 czerwca, zabijając 25 osób i raniąc setki, co doprowadziło do wybuchu powstania łódzkiego.
- 1912 – W zamachu dokonanym przez członków anarchistycznej Grupy Rewolucjonistów Mścicieli zginął dyrektor Huty Częstochowa Mariusz Bojemski.
- 1921 – Powstał Robotniczy Klub Sportowy „Sarmata” Warszawa.
- 1926 – Założono przedsiębiorstwo armatorskie „Żegluga Wisła – Bałtyk”, zajmujące się transportem węgla z portu w Tczewie do krajów skandynawskich.
- 1932 – Wybuchł bunt chłopski znany jako powstanie leskie.
- 1940 – W dniach 20 i 21 czerwca miała miejsce największa i najgłośniejsza ze wszystkich egzekucji przeprowadzonych w Palmirach. Trzema transportami wywieziono na śmierć 358 więźniów Pawiaka, w tym wielu przedstawicieli polskiej elity politycznej, intelektualnej, sportowej i kulturalnej.
- 1943 – Oddziały Gestapo, żandarmerii i policji niemieckiej dokonały pacyfikacji wsi Lubenia koło Rzeszowa, mordując 4 mieszkańców oraz mieszkające bez zameldowania małżeństwo z Warszawy.
- 1944 – Nad wsią Woroniec koło Białej Podlaskiej został zestrzelony (lecący do Połtawy po zbombardowaniu celów w Niemczech) przez niemiecki myśliwiec amerykański bombowiec B-17, którego 10-osobowa załoga uratowała się wyskakując ze spadochronami.
- 1949 – Na Konferencji Architektów Partyjnych proklamowano socrealizm w architekturze.
- 1950:
  - Ogólnokrajowa akcja masowych aresztowań Świadków Jehowy.
  - Utworzono Archiwum Państwowe w Malborku.
- 1971 – W Gdyni otwarto Muzeum Oceanograficzne i Akwarium Morskie.
- 1992 – Założono klub piłkarski Amica Wronki.
- 1996 – W Warszawie odbyła się demonstracja stoczniowców przeciwko planom likwidacji Stoczni Gdańskiej.
- 1997 – W katowickim Spodku odbył się pierwszy polski koncert francuskiego twórcy muzyki elektronicznej Jeana-Michela Jarre’a.
- 1999 – Odbyła się 1. ceremonia wręczenia Orłów.
- 2014 – Doszło do katastrofy budowlanej podczas rozbiórki kamienicy Hermana Sieraczka na warszawskiej Woli.
- 2023 – W Krakowie rozpoczęły się 3. Igrzyska Europejskie.

## Wydarzenia na świecie

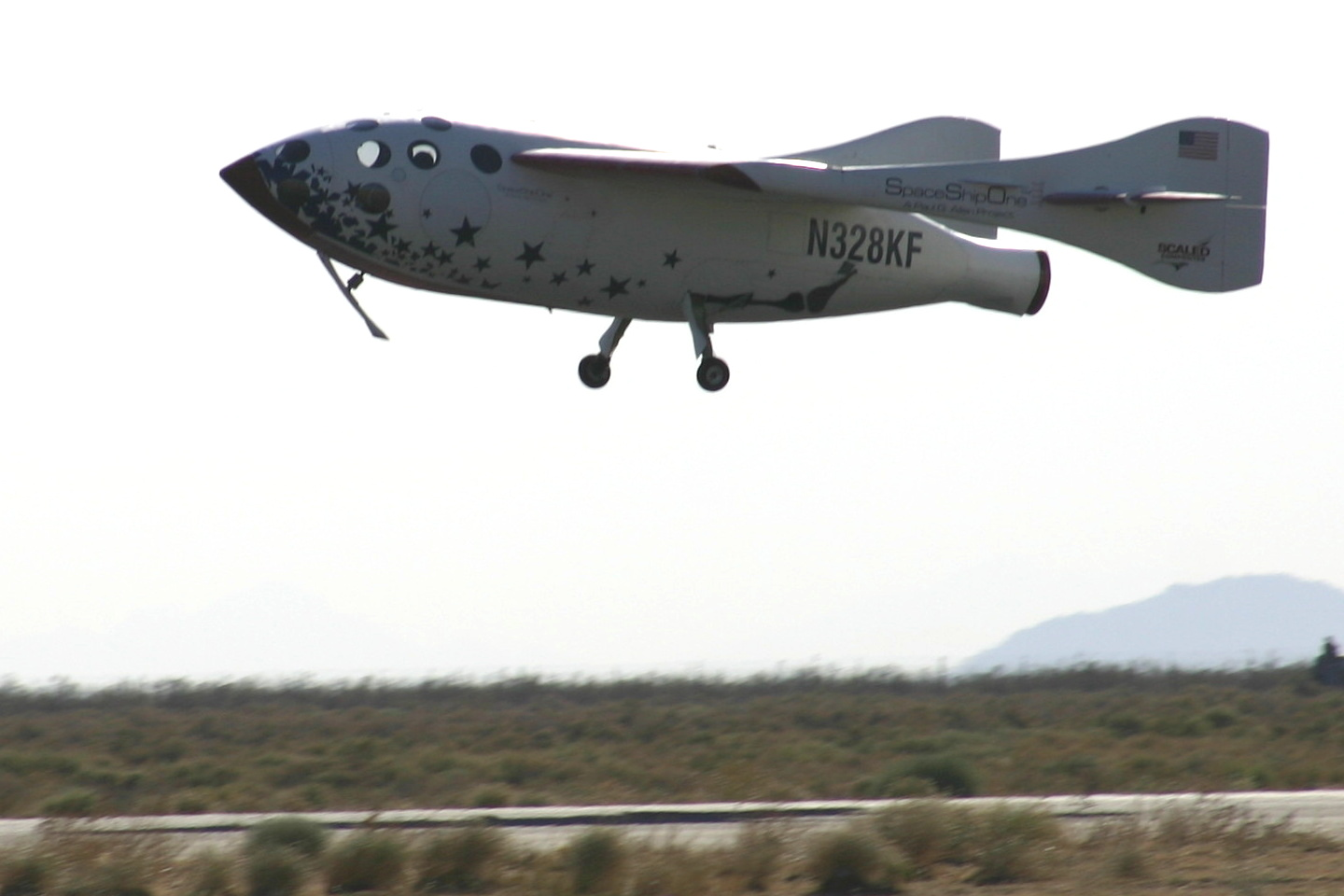
SpaceShipOne ląduje na pustyni Mojave (2004)

- 217 p.n.e. – II wojna punicka: w bitwie nad Jeziorem Trazymeńskim armia kartagińska Hannibala odniosła miażdżące zwycięstwo nad wojskami rzymskimi pod wodzą Flaminiusza.
- 1192 – Enrico Dandolo został dożą Wenecji.
- 1208 – Król Niemiec Filip Szwabski został zamordowany w Bambergu przez palatyna Bawarii Otto VIII Wittelsbacha.
- 1339 – Szwajcarzy pokonali feudałów habsburskich w bitwie pod Laupen.
- 1479 – W Ołomuńcu król Czech Władysław II Jagiellończyk i król Węgier Maciej Korwin podpisali traktat pokojowy kończący czeską wojnę sukcesyjną, na mocy którego Maciej Korwin uznał koronę czeską Władysława Jagiellończyka, ale w zamian dożywotnio zatrzymał Morawy, Śląsk i Łużyce, z prawem ich odkupienia przez Władysława po śmierci króla Węgier.
- 1531 – Papież Klemens VII erygował diecezję Caracas.
- 1582 – W japońskim Kioto miał miejsce incydent w świątyni Honnō-ji.
- 1621 – Po zdławieniu antyhabsburskiego powstania stracono w Pradze 27 przedstawicieli husyckiej szlachty czeskiej, a ich głowy zatknięto na wieżach Mostu Karola.
- 1650 – Kampania Cromwella w Irlandii: zwycięstwo wojsk Parlamentu w bitwie pod Scarrifholis.
- 1655 – VI wojna wenecko-turecka: zwycięstwo floty weneckiej w bitwie w Cieśninie Dardanelskiej.
- 1666 – Po przebudowie ze statku handlowego do służby w Royal Navy weszła fregata HMS „Constant Warwick”.
- 1718 – Podpisano traktat pokojowy w Požarevacu kończący VIII wojnę wenecko-turecką.
- 1767 – Brytyjski żeglarz Samuel Wallis odkrył Tahiti.
- 1788 – New Hampshire jako 9. stan dołączyło do Unii.
- 1798 – Rewolucja irlandzka: zwycięstwo Brytyjczyków w bitwie pod Vinegar Hill.
- 1807 – Car Rosji Aleksander I Romanow podpisał w Taurogach zawieszenie broni, które poprzedziło traktat pokojowy z Napoleonem Bonaparte z Tylży.
- 1813 – Wojna na Półwyspie Iberyjskim: klęska wojsk napoleońskich w bitwie pod Vitorią.
- 1824 – Grecka wojna o niepodległość: wojska tureckie wylądowały na wyspie Psara i dokonały rzezi 15 tys. Greków.
- 1834 – Amerykanin Cyrus McCormick uzyskał patent na żniwiarkę.
- 1846 – Odbyła się koronacja papieża Piusa IX.
- 1851 – W Londynie została rozegrana tzw. nieśmiertelna partia szachów między Adolfem Anderssenem a Lionelem Kieseritzkym.
- 1860 – Opublikowano po raz pierwszy piosenkę nieustalonego autorstwa I Wish I Was in Dixie’s Land, która w czasie wojny secesyjnej stała się hymnem Skonfederowanych Stanów Ameryki.
- 1867 – Klęska francuskiej interwencji w Meksyku; zwycięstwo republikanów Benito Juáreza i upadek Cesarstwa Meksykańskiego.
- 1868 – Prapremiera opery Śpiewacy norymberscy Richarda Wagnera.
- 1893 – Przyszły wielki książę Luksemburga Wilhelm IV ożenił się z Marią Anną Portugalską.
- 1895 – W północnych Niemczech otwarto Kanał Kiloński.
- 1898:
  - 34 osoby stojące na brzegu utonęły w wyniku fali powstałej w czasie wodowania brytyjskiego pancernika „Albion” w stoczni w Blackwall.
  - Wyspa Guam stała się terytorium USA.
- 1900:
  - Na ulice Brna wyjechały pierwsze tramwaje elektryczne, zastępując tramwaje parowe.
  - Z Petersburga wypłynął żaglowiec „Zaria” pod dowództwem kapitana Nikołaja Kołomiejcewa z wyprawą polarną na morza Oceanu Arktycznego.
- 1903 – Powstał Związek Niemieckich Architektów (BDA).
- 1906 – Niemiecki astronom Max Wolf odkrył planetoidę (601) Nerthus.
- 1913 – Carl Theodor Zahle został po raz drugi premierem Danii.
- 1918 – Aleksandyr Malinow został po raz drugi premierem Bułgarii.
- 1919:
  - Gustav Bauer został kanclerzem Niemiec.
  - Na rozkaz swojego dowódcy admirała Ludwiga von Reutera oficerowie i marynarze niemieckiej Hochseeflotte dokonali samozatopienia okrętów internowanych na kotwicowisku w Scapa Flow przez zwycięskie państwa Ententy.
- 1920:
  - Konstantin Fehrenbach został kanclerzem Niemiec.
  - Otto Bahr Halvorsen został premierem Norwegii.
- 1921 – Założono kostarykański klub piłkarski CS Herediano.
- 1926 – Papież Pius XI erygował diecezję Lins w Brazylii.
- 1927 – Ion I.C. Brătianu został po raz piąty premierem Rumunii.
- 1929 – W Meksyku dzięki mediacji amerykańskiego ambasadora zawarto porozumienie kończące powstanie Cristero.
- 1931 – Brytyjska wyprawa dokonała pierwszego wejścia na wierzchołek góry Kamet (7756 m n.p.m.) w Himalajach.
- 1936 – Odbył się pierwszy wyścig samochodowy o Grand Prix Węgier.
- 1937 – Rozpoczął się wielkoszlemowy turniej tenisowy Wimbledon 1937, po raz pierwszy transmitowany przez telewizję.
- 1939 – II wojna chińsko-japońska: rozpoczęła się bitwa o Shantou.
- 1940:
  - Johannes Vares został premierem marionetkowego rządu okupowanej przez ZSRR Estonii.
  - Kampania francuska: rozpoczęła się włoska inwazja na Francję.
  - W Riverside w Kalifornii przyszły wiceprezydent i prezydent USA Richard Nixon poślubił Thelmę Ryan.
- 1941 – Rozpoczęto wprowadzanie na uzbrojenie Armii Czerwonej wyrzutni rakietowych Katiusza.
- 1942:
  - II wojna światowa w Afryce: wojska niemieckie zdobyły Tobruk.
  - Powstał Komitet Narodowy Amerykanów Polskiego Pochodzenia (KNAPP).
  - W kibucu Tirat Cewi (obecnie Izrael) zmierzono najwyższą temperaturę na kontynencie azjatyckim (+53,9 °C).
  - Wojna na Pacyfiku: japoński okręt podwodny I-25 przeprowadził nieudane bombardowanie Fortu Stevensa w stanie Oregon.
- 1943:
  - Heinrich Himmler wydał rozkaz likwidacji wszystkich gett żydowskich na terenie Komisariatu Rzeszy Wschód.
  - W Caluire-et-Cuire koło Lyonu został aresztowany przez niemieckie SiPo-SD Jean Moulin, jeden z najważniejszych bojowników francuskiego ruchu oporu.
- 1945:
  - W Moskwie zakończył się pokazowy proces przywódców Polskiego Państwa Podziemnego (tzw. „proces szesnastu”).
  - Wojna na Pacyfiku: wojska amerykańskie zdobyły Okinawę.
- 1948:
  - Na pierwszym komputerze opartym na architekturze von Neumanna, Manchester Small-Scale Experimental Machine, uruchomiono pierwszy zapisany w pamięci program komputerowy.
  - Przedsiębiorstwo Columbia Records zaprezentowało w Atlantic City pierwszą płytę długogrającą o 33⅓ obrotach na minutę.
  - W zachodnich strefach okupacyjnych wprowadzono do obiegu markę niemiecką.
- 1950 – Na Dominikanie zakazano działalności Świadków Jehowy.
- 1957 – W jednym z hoteli na Manhattanie został aresztowany przez FBI radziecki agent William Fisher (ps. Mark, nazwiska operacyjne: Robert Callan, Emil Robert Goldfus i Rudolf Abel).
- 1960:
  - Reprezentant RFN Armin Hary ustanowił w Zurychu rekord świata w biegu na 100 m (10,0 s).
  - Wycofano ze służby bombowce strategiczne Boeing B-29 Superfortress.
- 1961 – Prezydent John F. Kennedy uruchomił zdalnie z Białego Domu pierwszy w USA zakład odsalania wody morskiej we Freeport w Teksasie.
- 1963:
  - Francja wycofała swą marynarkę wojenną spod dowództwa NATO.
  - Kardynał Giovanni Battista Montini został wybrany na papieża i przyjął imię Paweł VI.
- 1966:
  - Premiera amerykańskiego dramatu filmowego Kto się boi Virginii Woolf? w reżyserii Mike’a Nicholsa.
  - W Sydney po wiecu przedwyborczym 19-letni student Peter Kocan strzelił z obrzyna w kierunku siedzącego w samochodzie lidera opozycji Arthura Calwella, który został lekko zraniony odłamkami szkła.
- 1970:
  - Papież Paweł VI kanonizował Deodatusa z Ruticinio, Stefana da Cuneo, Piotra z Narbony i Mikołaja Tavelicia.
  - W rozegranym na Estadio Azteca w mieście Meksyk meczu finałowym IX Mistrzostw Świata w Piłce Nożnej Brazylia pokonała Włochy 4:1.
- 1971 – Podczas przekopywania kurhanu scytyjskiego z IV wieku p.n.e. koło wsi Nowoiwaniwka i Pawłopilla w pobliżu Pokrowa na Ukrainie natrafiono na grobowiec rodziny królewskiej z wieloma zabytkami i kosztownościami, z których najcenniejszy jest złoty ażurowy pektorał.
- 1972 – Pilotowany przez Jeana Bouleta francuski śmigłowiec Aérospatiale SA 315B Lama ustanowił rekord wysokości lotu tego typu maszyn (12 442 m). Podczas próby doszło do awarii silnika po której pilot zdołał wylądować awaryjnie dzięki autorotacji.
- 1973:
  - Takieddine as-Sulh został premierem Libanu.
  - Wszedł w życie układ między NRD a RFN.
- 1974 – W stoczni Cammell Laird(inne języki) w Birkenhead zwodowano brytyjski niszczyciel rakietowy HMS „Coventry”, zatopiony przez argentyńskie lotnictwo w czasie wojny o Falklandy-Malwiny w 1982 roku.
- 1977:
  - Bülent Ecevit został po raz drugi premierem Turcji.
  - Premiera musicalu filmowego New York, New York w reżyserii Martina Scorsese.
- 1978 – Podczas XI Mistrzostw Świata w Piłce Nożnej w Argentynie Polska przegrała w Mendozie z Brazylią 1:3 i odpadła z turnieju.
- 1982:
  - 17 spośród 111 osób na pokładzie zginęło w katastrofie lecącego z Kuala Lumpur Boeinga 707 linii Air India, do której doszło podczas podchodzenia do lądowania na lotnisku w Mumbaju.
  - John Hinckley Jr. został uznany za niepoczytalnego i tym samym uwolniony od zarzutu próby zamachu na prezydenta USA Ronalda Reagana i w związku z tym skierowany na przymusowe leczenie psychiatryczne.
  - W Paryżu odbyły się pierwsze obchody Święta Muzyki.
- 1986 – W czasie wspinaczki na K2 w Karakorum zginęli amerykańscy himalaiści John Smolich i Alan Pennington. Z powodu złych warunków pogodowych do 10 sierpnia zginęło na tej górze jeszcze 11 wspinaczy.
- 1988 – Premiera komedii kryminalnej Kto wrobił królika Rogera? w reżyserii Roberta Zemeckisa.
- 1990:
  - Około 40 tys. osób zginęło w trzęsieniu ziemi w prowincji Gilan w Iranie.
  - Parlamenty RFN i NRD uznały nienaruszalność zachodniej granicy Polski.
  - W Budapeszcie uruchomiono drugą (po słoweńskiej w Lublanie) giełdę papierów wartościowych w krajach postkomunistycznych.
- 1991 – Saparmyrat Nyýazow został pierwszym prezydentem Turkmenistanu.
- 1993 – Rozpoczęła się misja STS-57 wahadłowca Endeavour.
- 1998 – Japończyk Takahiro Sunada ustanowił w Yubetsu rekord świata w biegu na 100 km (6:13.33 s).
- 2001:
  - Australijski pociąg towarowy kompanii BHP Iron Ore ustanowił rekord długości składu (7353 m).
  - Całkowite zaćmienie Słońca widoczne na Atlantyku, w południowej Afryce i na Oceanie Indyjskim.
  - Zakończono produkcję modelu Škoda Felicia.
- 2003 – W Berlinie odbył się pożegnalny koncert niemieckiego duetu Modern Talking.
- 2004 – Amerykański SpaceShipOne jako pierwszy prywatny załogowy samolot kosmiczny odbył lot w kosmos.
- 2005:
  - Międzynarodowa Unia Astronomiczna nadała dwóm nowo odkrytym księżycom Plutona nazwy Nix i Hydra.
  - Z powodu awarii rosyjskiej rakiety nośnej nie powiodła się próba wystrzelenia pojazdu kosmicznego Cosmos 1, pierwszego napędzanego przez żagiel słoneczny.
- 2009 – Weszła w życie poszerzona autonomia Grenlandii, przyznająca władzom lokalnym m.in. kontrolę nad policją, sądownictwem i bogactwami naturalnymi.
- 2010 – W katastrofie kolejowej w Yanga w Kongo zginęło 76 osób, a 745 zostało rannych.
- 2011 – Pedro Passos Coelho został premierem Portugalii.
- 2014 – Ubiegający się o reelekcję Muhammad uld Abd al-Aziz wygrał w I turze wybory prezydenckie w Mauretanii.
- 2016 – W rozegranym na Stade Vélodrome w Marsylii swym trzecim meczu grupowym podczas XV Mistrzostw Europy w Piłce Nożnej Polska pokonała Ukrainę 1:0 i awansowała do ⅛ finału.
- 2017 – Król Arabii Saudyjskiej Salman ibn Abd al-Aziz Al Su’ud wydał dekret na mocy którego jego syn książę Muhammad ibn Salman ibn Abd al-Aziz Al Su’ud został ogłoszony następcą tronu i pierwszym wicepremierem, zastępując dotychczasowego następcę tronu księcia Muhammada ibn Najif ibn Abd al-Aziza.
- 2021 – Robinah Nabbanja, jako pierwsza kobieta, objęła urząd premiera Ugandy.

## Urodzili się
- 1002 – Leon IX, papież, święty (zm. 1054)
- 1226 – Bolesław V Wstydliwy, książę sandomierski i krakowski (zm. 1279)
- 1528 – Maria Hiszpańska, cesarzowa rzymsko-niemiecka (zm. 1603)
- 1535 – Leonhard Rauwolf, niemiecki lekarz, botanik, podróżnik (zm. 1596)
- 1638 – Johann Bock, niemiecki jezuita, uczony (zm. 1688)
- 1640:
  - Abraham Mignon, holenderski malarz (zm. 1679)[potrzebny przypis]
  - Drobysz Tuszyński, polski pamiętnikarz (zm. 1707)[potrzebny przypis]
- 1646 – Maria Franciszka Sabaudzka, księżniczka Nemours, królowa Portugalii (zm. 1683)
- 1650 – Wilhelmina Ernestyna Oldenburg, księżniczka duńska i norweska, elektorowa Palatynatu (zm. 1706)
- 1651 – Wilhelm VII, landgraf Hesji-Kassel (zm. 1670)
- 1671 – (lub 26 czerwca) Christian Ditlev Reventlow, duński wojskowy, dyplomata, polityk (zm. 1738)[potrzebny przypis]
- 1676 – Józef Fontana, polski architekt (zm. po 1739)
- 1701 – Otto Magnus von Schwerin, pruski generał (zm. 1777)
- 1703 – Hilary Saag, polski pijar, kompozytor, śpiewak, pedagog (zm. 1754)
- 1706 – John Dollond, brytyjski optyk (zm. 1761)[potrzebny przypis]
- 1714 – Władysław Klemens Walknowski, polski duchowny katolicki, biskup pomocniczy poznański (zm. 1779)
- 1716 – Rafał Gurowski, polski szlachcic, polityk (zm. 1797)
- 1720 – Juan Domingo González de la Reguera, hiszpański duchowny katolicki, biskup Santa Cruz de la Sierra, arcybiskup Limy i prymas Peru (zm. 1805)
- 1721 – Benjamin Wilson, brytyjski malarz, grafik, fizyk (zm. 1788)[potrzebny przypis]
- 1730 – Norinaga Motoori, japoński uczony, filozof (zm. 1801)
- 1732 – Johann Christoph Friedrich Bach, niemiecki kompozytor (zm. 1795)
- 1739 – Alojzy Fryderyk Brühl, polski polityk, generał, dyplomata, dramatopisarz, poeta pochodzenia saskiego (zm. 1793)
- 1750 – Thomas Spence, brytyjski radykał, zwolennik wspólnej własności ziemi (zm. 1814)[potrzebny przypis]
- 1763 – Pierre-Paul Royer-Collard, francuski filozof (zm. 1845)
- 1766 – Emmanuel de Las Cases, francuski arystokrata, pisarz (zm. 1842)
- 1774 – Daniel Tompkins, amerykański prawnik, polityk (zm. 1825)
- 1778 – Alojzy Prosper Biernacki, polski ziemianin, polityk, uczestnik powstania listopadowego (zm. 1854)
- 1780 – Thomas Hamilton, brytyjski arystokrata, polityk (zm. 1858)
- 1781 – Siméon Denis Poisson, francuski matematyk (zm. 1840)
- 1782 – Maria Augusta Wettyn, księżniczka saska, infantka polska (zm. 1863)
- 1786 – Alojzy Rafał Estreicher, polski botanik, entomolog (zm. 1852)
- 1788 – Augusta Amalia Wittelsbach, księżniczka bawarska (zm. 1851)
- 1791 – Alojzy Eysymont, polski generał artylerii w służbie rosyjskiej (zm. 1849)
- 1792 – Ferdinand Christian Baur, niemiecki uczony, biblista, teolog (zm. 1860)
- 1804 – Jan Emanuel Brühl, polski urzędnik państwowy, właściciel ziemski (zm. 1863)
- 1809:
  - Edward Digby, brytyjski arystokrata, polityk (zm. 1889)
  - Dominik Alojzy Magnuszewski, polski dramatopisarz, poeta (zm. 1845)
  - Wilhelm Wolff, niemiecki nauczyciel, publicysta, działacz polityczny (zm. 1864)
- 1812:
  - Henryk Brühl, polski lekarz pochodzenia niemieckiego (zm. 1887)
  - Moses Hess, niemiecki pisarz, filozof, ideolog ruchu socjalistycznego pochodzenia żydowskiego (zm. 1875)
- 1813 – William Edmondstoune Aytoun, szkocki poeta, humorysta (zm. 1865)
- 1814 – Paweł Bryliński, polski rzeźbiarz ludowy (zm. 1890)
- 1818:
  - Ernest II Sachsen-Coburg-Gotha, książę Saksonii-Coburg-Gotha (zm. 1893)
  - Richard Wallace, brytyjski kolekcjoner dzieł sztuki (zm. 1890)
- 1819 – Julius Muhr, niemiecki malarz (zm. 1865)
- 1823 – Jean Chacornac, francuski astronom (zm. 1873)
- 1826:
  - Frederick Hamilton-Temple-Blackwood, brytyjski podróżnik, polityk, dyplomata, administrator kolonialny (zm. 1902)
  - Georg von Neumayer, niemiecki geofizyk, badacz polarny (zm. 1909)
- 1830 – Morris Ketchum Jesup, amerykański bankier, filantrop (zm. 1908)
- 1833 – Karol August Woyde, polski generał w służbie rosyjskiej, historyk (zm. 1905)
- 1834 – Jan Kacper Heurich, polski architekt (zm. 1887)
- 1836:
  - Juliusz Slaski (senior), polski ziemianin, działacz społeczny i gospodarczy (zm. 1916)
  - Luigi Tripepi, włoski kardynał (zm. 1906)
- 1837 – Władysław Stankiewicz, polski chirurg, urolog, uczestnik powstania styczniowego (zm. 1929)
- 1839 – Machado de Assis, brazylijski prozaik, poeta (zm. 1908)
- 1844 – Ernest Cambier, belgijski podróżnik (zm. 1909)
- 1846 – Ignacy Drewnowski, polski inżynier, przemysłowiec, działacz społeczny, uczestnik powstania styczniowego (zm. 1920)
- 1851 – Bolesław Masłowski, polski chemik (zm. 1928)
- 1857:
  - Piotr Bałujew, rosyjski generał kawalerii (zm. 1923)
  - Mieczysław Kowalewski, polski zoolog, parazytolog, wykładowca akademicki (zm. 1919)
- 1858:
  - Jan Badeni, polski jezuita, działacz społeczny (zm. 1899)
  - Georg von Günther, niemiecki polityk (zm. 1942)
- 1860 – Stefan Jentys, polski botanik, fizjolog roślin, chemik rolny, wykładowca akademicki (zm. 1919)
- 1861 – Alexandre Caillot, francuski duchowny katolicki, biskup Grenoble (zm. 1957)
- 1862:
  - Stefan Barszczewski, polski pisarz, dziennikarz, podróżnik, działacz polonijny, tłumacz (zm. 1937)
  - Bruno Götze, niemiecki kolarz torowy i szosowy (zm. 1913)
  - Johannes Schlaf, niemiecki prozaik, dramaturg, poeta, tłumacz (zm. 1941)
- 1863:
  - Hermann Krukenberg, niemiecki chirurg (zm. 1935)
  - Max Wolf, niemiecki astronom (zm. 1932)
- 1864 – Heinrich Wölfflin, szwajcarski historyk sztuki (zm. 1945)
- 1865 – Karol Rzepecki, polski księgarz, działacz społeczny i polityczny (zm. 1931)
- 1866:
  - Juliusz Betting, polski budowniczy instrumentów muzycznych (zm. 1934)
  - Lena Rice, irlandzka tenisistka (zm. 1907)
  - Andriej Siemionow-Tian-Szanski, rosyjski geograf, entomolog (zm. 1942)
- 1867:
  - Oscar Bluemner, amerykański malarz pochodzenia niemieckiego (zm. 1938)
  - Jan Rucker, polski przemysłowiec, działacz gospodarczy, polityk (zm. 1945)
- 1868 – Paul Heider, niemiecki duchowny katolicki, zwierzchnik zakonu krzyżackiego (zm. 1936)
- 1869:
  - Stanisław Eljasz-Radzikowski, polski malarz, lekarz klimatyczny (zm. 1935)
  - Jan Strożecki, polski działacz socjalistyczny i niepodległościowy (zm. 1918)
- 1870:
  - Clara Immerwahr, niemiecka chemik (zm. 1915)
  - Angelo Paino, włoski duchowny katolicki, arcybiskup metropolita Mesyny (zm. 1967)
  - Jadwiga Rembielińska, polska działaczka społeczna, charytatywna i narodowa (zm. 1935)
- 1871 – Jan Medwadowski, polski pułkownik w służbie rosyjskiej (zm. 1957)
- 1872:
  - Eugen Albrecht, niemiecki lekarz patolog (zm. 1908)
  - Mohammad Ali Szah Kadżar, szach Persji (zm. 1925)
- 1873 – Märta Måås-Fjetterström, szwedzka projektantka dywanów (zm. 1941)
- 1874 – Ignacy Myślicki, polski filozof, historyk filozofii, tłumacz, wykładowca akademicki (zm. 1935)
- 1875:
  - Hermann Beitzke, niemiecki lekarz patolog (zm. 1953)
  - Erwin Hasbach, polski polityk, poseł na Sejm Ustawodawczy i senator RP, działacz mniejszości niemieckiej (zm. 1970)
- 1876:
  - Einar Hvoslef, norweski żeglarz sportowy (zm. 1931)
  - Willem Hendrik Keesom, holenderski fizyk, wykładowca akademicki (zm. 1956)
- 1877:
  - Antoni Mazurkiewicz, polski duchowny katolicki, misjonarz (zm. 1963)
  - Ludwik Puget, polski rzeźbiarz, malarz, historyk sztuki (zm. 1942)
- 1878 – Adolf Sas, polski podpułkownik lekarz pochodzenia żydowskiego (zm. 1951)
- 1879:
  - Leslie Holdsworthy Allen, australijski poeta (zm. 1964)
  - Auckland Geddes, brytyjski polityk, dyplomata (zm. 1954)
  - Jan Pryziński, polski pułkownik dyplomowany kawalerii (zm. 1959)
  - Ludwik Szperl, polski chemik, nauczyciel akademicki (zm. 1944)
- 1880 – Luis Alberto Riart, paragwajski prawnik, polityk, prezydent Paragwaju (zm. 1953)
- 1881 – Wojciech Świętosławski, polski biofizyk, polityk, minister wyznań religijnych, senator RP (zm. 1968)
- 1882:
  - Lluís Companys, hiszpański prawnik, polityk (zm. 1940)
  - Adrianus de Jong, holenderski artylerzysta, szermierz (zm. 1966)
  - Ludwik Kolankowski, polski historyk, polityk, senator RP (zm. 1956)
- 1883:
  - Roman Jaworski, polski prozaik, dramaturg, publicysta (zm. 1944)
  - Giuseppe Miraglia, włoski oficer marynarki wojennej, pilot wojskowy (zm. 1915)
  - Richard Remer, amerykański lekkoatleta, chodziarz (zm. 1973)
- 1884:
  - Claude Auchinleck, brytyjski generał, marszałek polny (zm. 1981)
  - Karol Hawełka, polski działacz społeczny, powstaniec śląski (zm. 1958)
  - Harald Klem, duński pływak, gimnastyk (zm. 1954)
  - Gordon Lowe, brytyjski tenisista (zm. 1972)
  - Jakow Ziewin, rosyjski działacz bolszewicki pochodzenia żydowskiego (zm. 1918)
- 1885:
  - Janusz Jędrzejewicz, polski major piechoty, polityk, poseł na Sejm i senator RP, minister wyznań religijnych i oświecenia publicznego, premier RP (zm. 1951)
  - Zygmunt Matkowski, polski historyk literatury, poeta (zm. 1919)
- 1886:
  - Teodor Białynicki-Birula, polski major, pulmonolog, malarz (zm. 1956)
  - Alojzy Budniok, polski działacz sportowy (zm. 1942)
  - Alojzy Przeździecki, polski podpułkownik dyplomowany piechoty (zm. 1945)
- 1887:
  - Norman L. Bowen, kanadyjski petrograf (zm. 1956)
  - Hastings Lionel Ismay, brytyjski wojskowy, dyplomata, malarz (zm. 1965)
  - Sejum Mangascià, etiopski wojskowy, dostojnik, kolaborant (zm. 1960)
  - Jan Pajkert, polski duchowny katolicki, pułkownik, naczelny kapelan WP (zm. 1964)
- 1888:
  - Juan Domingo Brown, argentyński piłkarz (zm. 1931)
  - Makary (Dajew), rosyjski biskup prawosławny (zm. 1960)
- 1889:
  - Ralph Craig, amerykański lekkoatleta, sprinter (zm. 1972)
  - Tadeusz Jan Kowalski, polski orientalista, wykładowca akademicki (zm. 1948)
  - Józef Rębski, polski podpułkownik łączności (zm. ?)
- 1890:
  - Piotr Abakanowicz, polski podpułkownik pilot, żołnierz NSZ (zm. 1948)
  - Lothar Debes, niemiecki generał SS (zm. 1960)
  - Petro Franko, ukraiński pedagog, pisarz, pilot wojskowy (zm. 1941)
- 1891:
  - Marian Hyla, polski podpułkownik piechoty (zm. ?)
  - Pier Luigi Nervi, włoski architekt, inżynier (zm. 1979)
  - Hermann Scherchen, niemiecki dyrygent (zm. 1966)
- 1892:
  - Abram Bombel, polski lekarz wojskowy, podporucznik pochodzenia żydowskiego (zm. 1940)
  - Nikołaj Gorbunow, radziecki chemik, polityk (zm. 1938)
  - Reinhold Niebuhr, amerykański duchowny protestancki, teolog, filozof kultury (zm. 1971)
- 1893:
  - Alois Hába, czeski kompozytor (zm. 1973)
  - Jakub Pinczewski, polski neurolog, dziennikarz pochodzenia żydowskiego (zm. 1943)
- 1894:
  - Kazimierz Damm, polski kapitan piechoty (zm. 1942)
  - Torkel Persson, szwedzki biegacz narciarski (zm. 1972)
- 1896:
  - Łazar Aronsztam, polski działacz komunistyczny pochodzenia żydowskiego (zm. 1938)
  - Jakow Jakowlew, radziecki polityk, działacz partyjny (zm. 1938)
  - Hertha Karasek-Strzygowski, niemiecka i austriacka malarka, rysowniczka, graficzka (zm. 1990)
  - Tadeusz Mikke, polski podpułkownik kawalerii (zm. 1939)
  - Władysław Rożen, polski podporucznik piechoty, działacz niepodległościowy (zm. 1919)
  - Rudolf Ryndak, polski starszy posterunkowy Policji Państwowej (zm. 1940)
- 1897 – Władysław Zawistowski, polski krytyk teatralny, teatrolog (zm. 1944)
- 1898 – Stanisław Strumph-Wojtkiewicz, polski prozaik, poeta, tłumacz (zm. 1986)
- 1899:
  - Pavel Haas, czeski kompozytor pochodzenia żydowskiego (zm. 1944)
  - Karl Jiszda, austriacki piłkarz, trener (zm. 1963)
  - Otto Müller, szwajcarski zapaśnik (zm. ?)
- 1900:
  - Aleksandr Aleksandrow, radziecki kontradmirał (zm. 1946)
  - Ch’oe Yong Gŏn, północnokoreański dowódca wojskowy, polityk (zm. 1976)
- 1901 – Hans Kölzow, niemiecki funkcjonariusz nazistowski, dowódca paramilitarnej organizacji Selbstschutz (zm. ?)
- 1902:
  - Eliasz Kanarek, polski malarz (zm. 1969)
  - Carlos Schneeberger, chilijski piłkarz (zm. 1973)
- 1903:
  - Hermann Engelhard, niemiecki lekkoatleta średniodystansowiec (zm. 1984)
  - Jan Rustecki, polski polityk (zm. 1974)
  - Alf Sjöberg, szwedzki reżyser filmowy i teatralny, scenarzysta (zm. 1980)
  - Joan Standing, brytyjska aktorka (zm. 1979)
- 1904 – Branko Kunst, chorwacki piłkarz (zm. 1983)
- 1905:
  - Szelomo Rosen, izraelski działacz społeczny, polityk (zm. 1985)
  - Jean-Paul Sartre, francuski prozaik, dramaturg, eseista, filozof, laureat Nagrody Nobla (zm. 1980)
- 1906:
  - Helene Costello, amerykańska aktorka (zm. 1957)
  - Aurelia Kojdrowa, polska działaczka ruchu ludowego (zm. 1959)
  - John Middleton, brytyjski kolarz szosowy (zm. 1991)
  - Halvar Moritz, szwedzki biegacz narciarski (zm. 1993)
  - Alois Schwarzhuber, niemiecki oficer SS (zm. ?)
  - Gusztáv Sebes, węgierski piłkarz, trener piłkarski (zm. 1986)
  - Anatolij Szwiecow, radziecki działacz partyjny i państwowy (zm. 1969)
- 1907:
  - Pēteris Balodis, łotewski kapitan (zm. 1978)
  - Stanisław Cieślewski, polski porucznik rezerwy, żołnierz AK, technik przemysłu leśnego (zm. 1952)
  - Gitta Mallasz, węgierska graficzka (zm. 1992)
  - Alojzy Nowara, polski nauczyciel, badacz dziejów lokalnych (zm. 1976)
  - Stanisław Zrałek, polski polityk, wojewoda gdański (zm. 1954)
- 1908:
  - Piotr Dańkowski, polski duchowny katolicki, męczennik, błogosławiony (zm. 1942)
  - Stefan Majchrowicz, białoruski publicysta, krytyk literacki, filolog pochodzenia polskiego (zm. 1981)
  - Fritz Preissler, czechosłowacki saneczkarz pochodzenia niemieckiego (zm. 1948)
  - Stefan Witas, polski piosenkarz, aktor (zm. 2006)
- 1909:
  - Jan Biernat, polski chemik (zm. 1989)
  - Uroš Kraigher, słoweński publicysta, tłumacz (zm. 1984)
  - Kurt Schwaen, niemiecki kompozytor (zm. 2007)
  - André Vandeweyer, belgijski piłkarz, bramkarz, trener (zm. 1992)
- 1910 – Aleksandr Twardowski, rosyjski poeta, publicysta, dziennikarz (zm. 1971)
- 1911:
  - Witold Józef Leitgeber, polski żołnierz, dziennikarz, redaktor, pisarz (zm. 2007)
  - Hanna Malewska, polska pisarka (zm. 1983)
  - Andrzej Rzymkowski, polski architekt, pedagog (zm. 1986)
  - Lew Smirnow, radziecki prawnik (zm. 1986)
  - Witold Wenclik, polski prawnik, samorządowiec, prezydent Białegostoku, poseł do KRN i na Sejm Ustawodawczy (zm. 1993)
- 1912:
  - Stanisław Kryński, polski prawnik, historyk i tłumacz (zm. 1967)
  - Kazimierz Leski, polski inżynier mechanik, żołnierz AK, uczestnik powstania warszawskiego (zm. 2000)
  - Mary McCarthy, amerykańska pisarka (zm. 1989)
  - Toni Merkens, niemiecki kolarz torowy i szosowy (zm. 1944)
- 1913:
  - Leon Leja, polski pedagog (zm. 1997)
  - Luis Taruc, filipiński działacz komunistyczny (zm. 2005)
- 1914:
  - Adam Gołębiowski, polsko-brytyjski chirurg (zm. 1998)
  - William Vickrey, amerykański ekonomista, wykładowca akademicki, laureat Nagrody Banku Szwecji im. Alfreda Nobla w dziedzinie ekonomii pochodzenia kanadyjskiego (zm. 1996)
- 1915:
  - Jean Bastien, francuski piłkarz (zm. 1969)
  - Wilhelm Gliese, niemiecki astronom (zm. 1993)
  - Eliasz Koton, polski pułkownik UB (zm. 1979)
  - Władysław Kuik, polski kapral pilot (zm. 1939)
  - Karol Miklosz, ukraiński piłkarz, trener i działacz piłkarski (zm. 2003)
  - Piotr Motylewicz, polski porucznik, cichociemny (zm. 1944)
- 1916:
  - Zdzisław Filipkiewicz, polski koszykarz, piłkarz ręczny (zm. 1983)
  - John Ngu Foncha, kameruński polityk (zm. 1999)
  - Kurt Pettersén, szwedzki zapaśnik (zm. 1957)
  - Jerzy Tumaniszwili, polski kontradmirał (zm. 2010)
- 1917:
  - Wanda Bartówna, polska aktorka (zm. 1980)
  - Adam Kaczkowski, polski artysta fotografik (zm. 1995)
  - Mosze Sardines, izraelski działacz społeczny, polityk (zm. 1984)
- 1918:
  - Allan Lindberg, szwedzki lekkoatleta, tyczkarz (zm. 2004)
  - María Luisa Ponte, hiszpańska aktorka (zm. 1996)
  - Tibor Szele(inne języki), węgierski matematyk (zm. 1955)[7]
  - Josephine Webb, amerykańska inżynier elektryk (zm. 2017)
- 1919:
  - Antonia Mesina, włoska męczennica, błogosławiona (zm. 1935)
  - Jozafat Romanyk, polski duchowny greckokatolicki, bazylianin (zm. 2007)
  - Władimir Simagin, rosyjski szachista (zm. 1968)
- 1920:
  - Leo Klaassen, holenderski ekonomista (zm. 1992)
  - Włodzimierz Tatarek, polski porucznik pochodzenia żydowskiego
- 1921:
  - Chen Muhua, chińska polityk komunistyczna (zm. 2011)
  - Hans Gerschwiler, szwajcarski łyżwiarz figurowy (zm. 2017)
  - Judy Holliday, amerykańska aktorka (zm. 1965)
  - Jan Podhorski, polski leśnik, rzecznik patentowy, członek Związku Jaszczurczego, żołnierz NSZ i AK, uczestnik powstania warszawskiego (zm. 2023)
  - Jane Russell, amerykańska aktorka (zm. 2011)
- 1922 – Joseph Ki-Zerbo, burkiński historyk, polityk (zm. 2006)
- 1923:
  - Martin Crowe, australijski lekkoatleta, młociarz (zm. 2011)
  - Bjørn Paulson, norweski lekkoatleta, skoczek wzwyż (zm. 2008)
- 1924:
  - Aman Mikael Andom, etiopski generał, polityk, przewodniczący Wojskowej Rady Administracyjnej Etiopii (zm. 1974)
  - Ricardo Infante, argentyński piłkarz, trener (zm. 2008)
  - Jean Laplanche, francuski teoretyk psychoanalizy, pisarz (zm. 2012)
- 1925:
  - Stanley Moss, amerykański poeta, wydawca, marszand (zm. 2024)
  - Maria Sadowska-Wróblewska, polska reumatolog, wykładowczyni akademicka (zm. 1988)
  - Luis Adolfo Siles Salinas, boliwijski polityk, prezydent Boliwii (zm. 2005)
  - Giovanni Spadolini, włoski polityk, premier Włoch (zm. 1994)
  - Maureen Stapleton, amerykańska aktorka (zm. 2006)
- 1926:
  - Kalinik (Aleksandridis), grecki biskup prawosławny (zm. 2014)
  - Robert Ballaman, szwajcarski piłkarz (zm. 2011)
  - Conrad L. Hall, amerykański operator filmowy (zm. 2003)
  - Jerzy Kamiński, polski rolnik, polityk, senator RP (zm. 2003)
  - Mieczysław Wroński, polski chemik, wykładowca akademicki (zm. 1997)
  - Bohdan Szucki, polski toksykolog, wykładowca akademicki (zm. 2017)
- 1927 – Andrzej Kiełbasiński, polski matematyk, wykładowca akademicki (zm. 2019)
- 1928:
  - Anna-Lisa Eriksson, szwedzka biegaczka narciarska (zm. 2012)
  - Ron Hewitt, walijski piłkarz (zm. 2001)
  - Olle Larsson, szwedzki wioślarz (zm. 1960)
  - Alojzy Orszulik, polski duchowny katolicki, biskup pomocniczy siedlecki, biskup łowicki (zm. 2019)
  - Witold Precht, polski fizyk, profesor nauk technicznych (zm. 2024)
- 1929:
  - Traugott Buhre, niemiecki aktor (zm. 2009)
  - Stanisław Łukasiewicz, polski inżynier, wynalazca, wykładowca akademicki (zm. 2019)
- 1930:
  - Jan Blat, polski prawnik, sędzia, polityk, poseł na Sejm PRL (zm. 2015)
  - Marian Cichoń, polski ekonomista (zm. 2008)
  - Boris Griszajew, radziecki lekkoatleta, długodystansowiec (zm. 1999)
  - Sune Larsson, szwedzki biegacz narciarski
  - John Edward McCarthy, amerykański duchowny katolicki, biskup Austin (zm. 2018)
- 1931:
  - Hubert Bucher, niemiecki duchowny katolicki, biskup Bethlehem w Południowej Afryce (zm. 2021)
  - Joseph Imesch, amerykański duchowny katolicki, biskup Joliet (zm. 2015)
  - Enzo Maiorca, włoski nurek, polityk (zm. 2016)
  - Jan Trąbka, polski neurolog (zm. 2012)
- 1932:
  - Antti Hyvärinen, fiński skoczek narciarski, trener, konstruktor skoczni (zm. 2000)
  - Friedrich Ostermann, niemiecki duchowny katolicki, biskup pomocniczy Münster (zm. 2018)
  - Lalo Schifrin, argentyński kompozytor, pianista, dyrygent (zm. 2025)
  - Leonid Spirin, radziecki lekkoatleta, chodziarz (zm. 1982)
  - Jan Szmyd, polski historyk filozofii, religioznawca, etyk
- 1933:
  - Bernie Kopell, amerykański aktor
  - Aleksander Studniarski, polski działacz podziemia antykomunistycznego (zm. 1954)
- 1934:
  - Peter Craven, brytyjski żużlowiec (zm. 1963)
  - Lech Kozaczko, polski polityk, poseł na Sejm RP (zm. 2002)
  - Jacek Łukasiewicz, polski poeta, krytyk i historyk literatury (zm. 2021)
  - Kenneth Matthews, brytyjski lekkoatleta, chodziarz (zm. 2019)
- 1935:
  - Wilfredo Camacho, boliwijski piłkarz
  - Moe Drabowsky, amerykański baseballista (zm. 2006)
  - Ryszard Gniazdowski, polski lekarz, otolaryngolog, alergolog (zm. 2016)
  - Renate Marsch-Potocka, niemiecka dziennikarka
  - Françoise Sagan, francuska pisarka (zm. 2004)
  - Ágnes Simon, węgierska tenisistka stołowa (zm. 2020)
  - Rajmund Stachurski, polski strzelec sportowy (zm. 2004)
- 1936:
  - Jacek Czajewski, polski specjalista z dziedziny elektrotechniki i miernictwa elektrycznego (zm. 2017)
  - Antoni Grodzicki, polski chemik, wykładowca akademicki
  - Jacek Paciorkowski, polski inżynier, polityk, prezydent Częstochowy
  - Luis Sáinz Hinojosa, boliwijski duchowny katolicki, biskup pomocniczy Cochabamby, arcybiskup ad personam, arcybiskup La Paz (zm. 2022)
- 1937:
  - John Cannon, kanadyjski kierowca wyścigowy (zm. 1999)
  - Nikołaj Gołuszko, rosyjski generał, funkcjonariusz służb specjalnych, polityk (zm. 2025)
  - Jerzy Skowronek, polski historyk, wykładowca akademicki (zm. 1996)
- 1938:
  - José Luis Castro Medellín, meksykański duchowny katolicki, biskup Tacámbaro (zm. 2020)
  - Dan Burton, amerykański polityk
  - Jan Winiecki, polski ekonomista, nauczyciel akademicki (zm. 2016)
  - Jan Wnuk, polski ekonomista, wykładowca akademicki, polityk, poseł na Sejm RP
- 1939:
  - Adam Janicki, polski poeta, publicysta, nauczyciel (zm. 2017)
  - Wilfried Klingbiel, niemiecki piłkarz
  - Alexio Churu Muchabaiwa, zimbabwejski duchowny katolicki, biskup Mutare (zm. 2024)
  - Salomé, hiszpańska piosenkarka
- 1940:
  - Mariette Hartley, amerykańska aktorka
  - Al Loquasto, amerykański kierowca wyścigowy (zm. 1991)
  - Michael Ruse, brytyjski filozof, wykładowca akademicki (zm. 2024)
  - Ernő Solymosi, węgierski piłkarz (zm. 2011)
  - Jerzy Stefański, polski duchowny katolicki
  - Alfred Znamierowski, polski dziennikarz, heraldyk, weksylolog (zm. 2019)
- 1941:
  - Hein Verbruggen, holenderski działacz kolarski (zm. 2017)
  - Walerij Zołotuchin, rosyjski aktor (zm. 2013)
- 1942:
  - Seiji Aochi, japoński skoczek narciarski (zm. 2008)
  - Norbert Brunner, szwajcarski duchowny katolicki, biskup Sionu
  - Alfonso Delgado Evers, argentyński duchowny katolicki, arcybiskup San Juan de Cuyo
  - Dominik Jastrzębski, polski polityk, minister współpracy gospodarczej z zagranicą (zm. 2010)
  - Marjorie Margolies-Mezvinsky, amerykańska dziennikarka, polityk[potrzebny przypis]
  - Marina Matulović Dropulić, chorwacka polityk, architekt
  - Ruzhdi Pulaha, albański dramaturg, scenarzysta filmowy
  - Flaviano Vicentini, włoski kolarz szosowy (zm. 2002)
  - Togo D. West Jr., amerykański prawnik, polityk
- 1943:
  - Marika Green, francusko-szwedzka aktorka
  - Brian Sternberg, amerykański lekkoatleta, tyczkarz (zm. 2013)
- 1944:
  - Franco Cordova, włoski piłkarz
  - Jon Hiseman, brytyjski perkusista jazzowy i rockowy, producent muzyczny, inżynier dźwięku (zm. 2018)
  - Tony Scott, brytyjski reżyser i producent filmowy (zm. 2012)
- 1945:
  - Luis Castañeda Lossio, peruwiański prawnik, polityk, alkad Limy (zm. 2022)
  - Marijana Lubej, słoweńska lekkoatletka, wieloboistka
  - Jerzy Matlak, polski trener siatkarski
  - Luis Mendoza, wenezuelski piłkarz, trener (zm. 2024)
  - Alipiusz (Pohrebniak), ukraiński biskup prawosławny
  - Adam Zagajewski, polski poeta, eseista, prozaik, tłumacz (zm. 2021)
- 1946:
  - Piotr Krystian Domaradzki, polski prozaik, eseista, dziennikarz (zm. 2015)
  - Kirił Iwkow, bułgarski piłkarz, trener (zm. 2025)
  - Malcolm Rifkind, brytyjski polityk
  - Jerzy Słowiński, polski generał
- 1947:
  - Rachel Adatto, izraelska lekarka, prawnik, polityk
  - Meredith Baxter, amerykańska aktorka, reżyserka telewizyjna
  - Piotr Burczyński, polski żeglarz lodowy
  - Szirin Ebadi, irańska prawniczka, obrończyni praw człowieka
  - Michael Gross, amerykański aktor
  - Elżbieta Jodłowska, polska piosenkarka, artystka kabaretowa, autorka tekstów, aktorka
  - Jerzy Kichler, polski działacz społeczności żydowskiej
  - Tadeusz Parchański, polski samorządowiec, polityk, poseł na Sejm RP
  - Małgorzata Pritulak, polska aktorka
  - Dana Rohrabacher, amerykański polityk
  - Fernando Savater, hiszpański filozof-etyk, publicysta, prozaik, dramaturg, eseista
- 1948:
  - Jovan Aćimović, serbski piłkarz
  - Don Airey, brytyjski klawiszowiec, członek zespołu Deep Purple
  - Raffaello Martinelli, włoski duchowny katolicki, biskup Frascati
  - Ian McEwan, brytyjski pisarz
  - Jon Roberts, amerykański przestępca (zm. 2011)
  - Lionel Rose, australijski bokser (zm. 2011)
  - Andrzej Sapkowski, polski pisarz fantasy
  - Dennis Schnurr, amerykański duchowny katolicki, biskup Cincinnati
  - Philippe Sarde, francuski kompozytor muzyki filmowej
  - Wolfgang Seel, niemiecki piłkarz
- 1949:
  - John Agard, brytyjski poeta pochodzenia gujańskiego
  - Andrzej Bochenek, polski kardiochirurg
  - Linda Kasabian, amerykańska przestępczyni (zm. 2023)
  - Jan Kochanowski, polski polityk, poseł na Sejm RP
  - Luís Pereira, brazylijski piłkarz
  - Jane Urquhart, kanadyjska pisarka
- 1950:
  - Wiktor Ałksnis, rosyjski wojskowy, polityk (zm. 2025)
  - Jana Bodnárová, słowacka poetka
  - Zdzisław Bradel, polski działacz opozycji antykomunistycznej, samorządowiec, polityk (zm. 2020)
  - Anne Carson, kanadyjska poetka
  - Joey Kramer, amerykański perkusista, członek zespołu Aerosmith
  - Jeanne Labrune, francuska reżyserka i scenarzystka filmowa
  - Gérard Lanvin, francuski aktor
  - Zdzisław Marcinkowski, polski samorządowiec prezydent Radomia
  - Andrzej Owczarek, polski nauczyciel, samorządowiec, polityk, senator RP (zm. 2020)
  - John Paul Young, australijski piosenkarz pochodzenia szkockiego
- 1951:
  - Pierre Abbou, francuski aktor
  - Władimir Czernyszow, radziecki siatkarz (zm. 2004)
  - Jerzy Domański, polski dziennikarz, działacz sportowy
  - Paweł Kuczyński, polski basista, członek zespołu Republika
  - Walerij Sawin, radziecki skoczek narciarski
  - Alan Silson, brytyjski gitarzysta, członek zespołu Smokie
  - Jan Targowski, polski dziennikarz i krytyk muzyczny (zm. 2020)
- 1952:
  - Marcella Detroit, amerykańska piosenkarka
  - Kōichi Mashimo, japoński reżyser filmów animowanych
- 1953:
  - Benazir Bhutto, pakistańska polityk, premier Pakistanu (zm. 2007)
  - Ludmiła Bortnowska, polska florecistka
  - Michael Bowen, amerykański aktor
  - Gábor Gergely, węgierski tenisista stołowy
  - Krzysztof Leszczyński, polski aktor
  - Mihály Patai, węgierski ekonomista
- 1954:
  - Tomasz Chlebowski, polski astronom, menedżer, działacz opozycji antykomunistycznej
  - Anne Kirkbride, brytyjska aktorka (zm. 2015)
  - Robert Menasse, austriacki pisarz
  - (lub 1953) Augustus Pablo, jamajski muzyk i producent muzyczny (zm. 1999)
  - Robert Pastorelli, amerykański aktor (zm. 2004)
- 1955:
  - Aloysius Amwano, nauruański polityk
  - William Avenya, nigeryjski duchowny katolicki, biskup Gboko
  - Grzegorz Dąbkowski, polski językoznawca, wykładowca akademicki
  - Walancin Hołubieu, białoruski historyk, polityk
  - Juan Carlos Orellana, chilijski piłkarz (zm. 2022)
  - Michel Platini, francuski piłkarz, trener i działacz piłkarski, prezydent UEFA pochodzenia włoskiego
  - Włodzimierz Starkowski, polski brydżysta
  - Michelle Steel, amerykańska polityk, kongreswoman
  - Jan Widera, polski lekkoatleta, trener, urzędnik państwowy
- 1956:
  - Michaił Burcew, rosyjski szablista (zm. 2015)
  - Bronisław Krzysztof, polski rzeźbiarz
  - Roberto Mosquera, peruwiański piłkarz, trener
  - Rafał Zakrzewski, polski dziennikarz, publicysta
- 1957:
  - Nino d’Angelo, włoski piosenkarz
  - Grzegorz Pawłowski, polski aktor
  - Władimir Romanowski, białoruski kajakarz (zm. 2013)
  - Luis Antonio Tagle, filipiński duchowny katolicki, arcybiskup Manili, kardynał
  - Krzysztof Żuk, polski ekonomista, samorządowiec, prezydent Lublina
- 1958:
  - Eric Douglas, amerykański aktor (zm. 2004)
  - Giennadij Padałka, rosyjski kosmonauta
  - Marek Rębacz, polski dramaturg
- 1959:
  - Richard Baawobr, ghański duchowny katolicki, biskup Wa, kardynał (zm. 2022)
  - Nimr an-Nimr, saudyjski duchowny szyicki (zm. 2016)
  - Marek Raduli, polski gitarzysta, aranżer, kompozytor, muzyk sesyjny
- 1960:
  - Ingrīda Amantova, łotewska saneczkarka pochodzenia rosyjskiego
  - Moussa Faki, czadyjski polityk, premier Czadu, przewodniczący Komisji Unii Afrykańskiej
  - Andreas Knebel, niemiecki lekkoatleta, sprinter
  - Bogumiła Pajor, polska hokeistka na trawie
  - Robert Pantera, polski nauczyciel, polityk, poseł na Sejm RP
- 1961:
  - Jeanne Beauprey, amerykańska siatkarka
  - Rafael Catalá Polo, hiszpański prawnik, polityk
  - Manu Chao, hiszpański muzyk, kompozytor
  - Blake Gibbons, amerykański aktor
  - Jürgen Goldschmidt, niemiecki polityk, samorządowiec, burmistrz Forst
  - Lech Miodyński, polski slawista, literaturoznawca, kulturoznawca, komparatysta
  - Joko Widodo, indonezyjski polityk, prezydent Indonezji
- 1962:
  - Wiktor Coj, rosyjski wokalista, członek zespołu Kino (zm. 1990)
  - Lubomír Jedek, czeski żużlowiec
  - Pipilotti Rist, szwajcarska artystka video
- 1963:
  - Gōshō Aoyama, japoński rysownik mang
  - Daryl Haney, amerykański scenarzysta filmowy, aktor
  - Dario Marianelli, włoski kompozytor, pianista
  - Rene Medvešek, chorwacki aktor, reżyser, prezenter telewizyjny
  - Jan Pinkava, czeski reżyser filmów animowanych
- 1964:
  - Patrice Bailly-Salins, francuski biathlonista
  - Luigi Bielli, włoski kolarz torowy i szosowy
  - Oleg Kononienko, rosyjski pilot wojskowy, kosmonauta
  - Jurij Kruppa, ukraiński szachista
  - Olivier Mahafaly Solonandrasana, madagaskarski polityk, premier Madagaskaru
  - David Morrissey, brytyjski aktor, scenarzysta i reżyser filmowy, telewizyjny i teatralny
  - Wałerij Newerow, ukraiński szachista
  - Kiyoshi Ōkuma, japoński piłkarz, trener
  - Marcel Rohner, szwajcarski bobsleista
  - Dean Saunders, walijski piłkarz, trener
  - Doug Savant, amerykański aktor
  - Stephan Turnovszky, austriacki duchowny katolicki, biskup pomocniczy Wiednia
- 1965:
  - Anna Kicior, polska siatkarka
  - Jorge Moragas, hiszpański polityk, dyplomata
  - John Radzilowski, amerykański historyk, wykładowca akademicki pochodzenia polskiego
  - Lana Wachowski, amerykańska reżyserka i scenarzystka filmowa pochodzenia polskiego
  - Yang Liwei, chiński pułkownik lotnictwa, tajkonauta
  - Sonique, brytyjska piosenkarka
- 1966:
  - Luca Gelfi, włoski kolarz szosowy (zm. 2009)
  - Kim Choon-rye, południowokoreańska piłkarka ręczna
  - Ivan Tasovac, serbski pianista, polityk, minister kultury i informacji (zm. 2021)
  - Pierre Thorsson, szwedzki piłkarz ręczny, trener
- 1967:
  - Derrick Coleman, amerykański koszykarz
  - Pierre Omidyar, amerykański przedsiębiorca pochodzenia irańskiego
  - Carrie Preston, amerykańska aktorka
  - Yingluck Shinawatra, tajska polityk, premier Tajlandii
- 1968:
  - Tore André Dahlum, norweski piłkarz
  - Brandon Douglas, amerykański aktor
  - Paweł Gużyński, polski duchowny katolicki, dominikanin, kaznodzieja, rekolekcjonista, liturgista
  - Tomasz Mikulski, polski sędzia piłkarski
  - Jacek Przybyłowicz, polski tancerz, choreograf
- 1969:
  - Gabriella Paruzzi, włoska biegaczka narciarska
  - Jewgienij Paszutin, rosyjski koszykarz, trener
- 1970:
  - Taras Czubaj, ukraiński muzyk, wokalista, autor tekstów, kompozytor, lider zespołu Płacz Jeremiji
  - Hans Peter Doskozil, austriacki policjant, samorządowiec, polityk, starosta krajowy Burgenlandu
  - Wojciech Filemonowicz, polski działacz społeczny, polityk
  - Laurence Guyon, francuska wspinaczka sportowa
  - Sylwia Kurzela, polska dziennikarka radiowa (zm. 2022)
  - Marek Poštulka, czeski piłkarz
  - Adam Prucnal, polski muzyk, kompozytor, producent muzyczny
  - Pete Rock, amerykański raper, didżej, producent muzyczny
- 1971:
  - Lloyd Chitembwe, zimbabwejski piłkarz
  - Tomasz Karolak, polski aktor, wokalista
  - Ursula Meier, francuska reżyserka i scenarzystka filmowa
  - Faryd Mondragón, kolumbijski piłkarz, bramkarz
  - Cori Morris, kanadyjska curlerka
  - Anette Olzon, szwedzka wokalistka, członkini zespołu Nightwish
  - Pierre-Roland Saint-Jean, haitański piłkarz
- 1972:
  - Nobuharu Asahara, japoński lekkoatleta, sprinter
  - Serena Daolio, włoska śpiewaczka operowa (sopran)
  - Jeorjia Tsilingiri, grecka lekkoatletka, tyczkarka
- 1973:
  - Zuzana Čaputová, słowacka prawnik, polityk, prezydent Słowacji
  - Giennadij Cypkałow, ługański działacz państwowy, premier Ługańskiej Republiki Ludowej (zm. 2016)
  - Oliver Fix, niemiecki kajakarz górski
  - Marta Kołodziejczyk, polska judoczka
  - Juliette Lewis, amerykańska aktorka, wokalistka
  - Vīts Rimkus, łotewski piłkarz
  - Frank Vogel, amerykański trener koszykówki
- 1974:
  - Natasha Beaumont, australijsko-brytyjska aktorka pochodzenia malezyjskiego
  - Merlakia Jones, amerykańska koszykarka
  - Kiyokazu Kudō, japoński piłkarz
  - Craig Lowndes, australijski kierowca wyścigowy
  - Flavio Roma, włoski piłkarz, bramkarz
  - Maggie Siff, amerykańska aktorka pochodzenia żydowskiego
  - Hitoshi Uematsu, japoński łyżwiarz szybki, specjalista short tracku
- 1975:
  - Lee Gaze, brytyjski gitarzysta, członek zespołu Lostprophets
  - Živilė Pinskuvienė, litewska działaczka samorządowa, polityk
  - Sherraine Schalm, kanadyjska szpadzistka
- 1976:
  - René Aufhauser, austriacki piłkarz
  - Celestino Caballero, panamski bokser
  - Mike Einziger, brytyjski gitarzysta, członek zespołu Incubus
  - Anna Hahn, amerykańska szachistka
  - Miroslav Karhan, słowacki piłkarz
  - Mark Kosgey Kiptoo, kenijski lekkoatleta, długodystansowiec
  - Kacper Kuszewski, polski aktor
  - Michał Missan, polski samorządowec, prezydent Elbląga
  - Maurren Maggi, brazylijska lekkoatletka, skoczkini w dal
  - Kazuyo Mori, japońska siatkarka
- 1977:
  - Jochen Hecht, niemiecki hokeista
  - Tara Killian, amerykańska aktorka
  - Sarah Slean, kanadyjska piosenkarka, kompozytorka, aktorka, poetka, malarka, fotografka
- 1978:
  - Anna Barbarzak, polska urzędniczka państwowa i dyplomata[potrzebny przypis]
  - Erica Durance, kanadyjska aktorka
  - Jack Guzman, kolumbijski aktor
  - Luke Kirby, kanadyjski aktor
  - Cristiano Lupatelli, włoski piłkarz, bramkarz
  - Gervase Markham, brytyjski bloger i programista (zm. 2018)
  - Garikayi Mutambirwa, amerykański aktor
  - Mehdi Radżabzadeh, irański piłkarz
  - Rim’K, francuski raper pochodzenia algierskiego
  - Luis Swisher, gwatemalski piłkarz
  - Anthony Towns, australijski programista komputerowy[potrzebny przypis]
  - Loren Woods, amerykański koszykarz
- 1979:
  - Kostas Katsuranis, grecki piłkarz
  - Maleagi Ngarizemo, namibijski piłkarz
  - Piotr Nowacki, polski rysownik komiksowy
  - Chris Pratt, amerykański aktor
- 1980:
  - Łukasz Cyborowski, polski szachista
  - Richard Jefferson, amerykański koszykarz
  - Federico Kammerichs, argentyński koszykarz
  - Jan Smoczyński, polski pianista, kompozytor, aranżer, producent muzyczny, realizator dźwięku
- 1981:
  - Agnieszka Braszkiewicz, polska pływaczka
  - Brandon Flowers, amerykański wokalista, członek zespołu The Killers
  - Małgorzata Trybańska-Strońska, polska lekkoatletka, trójskoczkini
  - Brad Walker, amerykański lekkoatleta, tyczkarz
- 1982:
  - Roman Adamow, rosyjski piłkarz
  - Omar Brown, jamajski lekkoatleta, sprinter
  - Danny Buijs, holenderski piłkarz, trener
  - Amisha Carter, amerykańska koszykarka
  - Erik Danielsson, szwedzki muzyk, kompozytor, wokalista, autor tekstów, grafik, członek zespołu Watain
  - Andriej Finonczenko, kazachski piłkarz
  - Łukasz Porycki, polski samorządowiec, wicemarszałek województwa lubuskiego
  - Jussie Smollett, amerykański aktor, piosenkarz, reżyser, fotograf pochodzenia żydowskiego
  - Wilhelm, książę Walii
- 1983:
  - Tomasz Jakubiak, polski kucharz, osobowość telewizyjna (zm. 2025)
  - Arif Mehmood, pakistański piłkarz
  - Marta Nieradkiewicz, polska aktorka
  - Ronnie Price, amerykański koszykarz
  - Bjørn Helge Riise, norweski piłkarz
  - Edward Snowden, amerykański demaskator, były pracownik CIA
  - Ołeksandr Uszkałow, ukraiński poeta, prozaik, dramatopisarz, tłumacz
- 1984:
  - Alicia Alighatti, amerykańska aktorka pornograficzna
  - Milan Bruncvík, czeski wioślarz
  - Pape Diakhaté, senegalski piłkarz
  - Ghadir Marih, izraelska dziennikarka, polityk pochodzenia druzyjskiego
  - Zabit Samiedow, białoruski kick-boxer pochodzenia azerskiego
  - Rastislav Špirko, słowacki hokeista
  - Luis Venegas, meksykański piłkarz
  - Yu Dawei, chiński siatkarz
- 1985:
  - Kris Allen, amerykański piosenkarz, autor tekstów, aktor
  - Mateusz Banasiuk, polski aktor
  - Amel Bent, francuska piosenkarka
  - Lana Del Rey, amerykańska piosenkarka
  - Anthony Terras, francuski strzelec sportowy
- 1986:
  - Aline Cointrel, francuska wioślarka
  - Charles Cole, amerykański wioślarz
  - Bruno Coutinho Martins, brazylijski piłkarz
  - Nadine Horchler, niemiecka biathlonistka
  - Cheik Tioté, iworyjski piłkarz (zm. 2017)
- 1987:
  - Pablo Barrera, meksykański piłkarz
  - Nicolas Fettner, austriacki skoczek narciarski
  - Anthony Goods, amerykański koszykarz
  - Lari Lehtonen, fiński biegacz narciarski
  - Milan Nikolić, serbski piłkarz
  - Agnieszka Podkówka, polska judoczka
  - Sebastian Prödl, austriacki piłkarz
  - Luis Rivera, meksykański lekkoatleta, skoczek w dal
  - Mary Saxer, amerykańska lekkoatletka, tyczkarka
  - Jovana Vesović, serbska siatkarka
- 1988:
  - Sanaz Marand, amerykańska tenisistka
  - Tomasz Pułka, polski poeta (zm. 2012)
  - Irène Pusterla, szwajcarska lekkoatletka, skoczkini w dal
  - Alejandro Ramírez, amerykański szachista pochodzenia kostarykańskiego
  - Isaac Vorsah, ghański piłkarz
- 1989:
  - Thomas Edgar, australijski siatkarz
  - Enrico Garozzo, włoski szpadzista
  - Devoe Joseph, kanadyjski koszykarz
  - Abubaker Kaki Khamis, sudański lekkoatleta, średniodystansowiec (zm. 2025)
  - Karim Nizigiyimana, burundyjski piłkarz
  - Abby Ringquist, amerykańska skoczkini narciarska
  - Krisztián Szabó, węgierski szachista
  - Jascha Washington, amerykański aktor, piosenkarz
- 1990:
  - JaMychal Green, amerykański koszykarz
  - Knowledge Musona, zimbabwejski piłkarz
  - Mahamadou N’Diaye, malijski piłkarz
  - Miriam Neureuther, niemiecka biathlonistka
  - Håvard Nordtveit, norweski piłkarz
  - Krzysztof Szymański, polski polityk, poseł na Sejm RP
  - Paweł Zatorski, polski siatkarz
- 1991:
  - Dallin Bachynski, kanadyjski koszykarz pochodzenia polskiego
  - Fakhreddine Ben Youssef, tunezyjski piłkarz
  - Tacciana Chaładowicz, białoruska lekkoatletka, oszczepniczka
  - Gaël Kakuta, francuski piłkarz
- 1992:
  - Mateusz Pacewicz, polski scenarzysta filmowy
  - Max Schneider, amerykański model, tancerz, piosenkarz, muzyk, aktor pochodzenia żydowskiego
  - Irene Schouten, holenderska łyżwiarka szybka
  - Talib Tawatha, izraelski piłkarz
- 1993:
  - Erik Janža, słoweński piłkarz
  - Margarita Kuriło, rosyjska siatkarka
  - Roben Obama Nsue, piłkarz z Gwinei Równikowej
- 1994:
  - Başak Eraydın, turecka tenisistka
  - Piotr Krępa, polski piłkarz ręczny
  - Rasmus Kulmala, fiński piłkarz ręczny
  - Benjamin Patch, amerykański siatkarz
  - Mateusz Sordon, polski hokeista
- 1995:
  - Pawieł Kriwcow, rosyjski zapaśnik
  - Hannah Tapp, amerykańska siatkarka
  - Paige Tapp, amerykańska siatkarka
  - Oscar Wester, szwedzki narciarz dowolny
- 1996:
  - Ivan Jukić, chorwacki piłkarz
  - Alfredo Morelos, kolumbijski piłkarz
  - David Sossenheimer, niemiecki siatkarz
  - Zach Thomas, amerykański koszykarz
- 1997:
  - Rebecca Black, amerykańska piosenkarka
  - Artem Dowbyk, ukraiński piłkarz
- 1998:
  - Isabel Atkin, brytyjska narciarka dowolna
  - Dmitrij Jakowlew, rosyjski siatkarz
  - Nurkoża Kajpanow, kazachski zapaśnik
  - Gerben Thijssen, belgijski kolarz szosowy i torowy
- 1999:
  - Niamh Charles, angielska piłkarka
  - Weronika Kaleta, polska biegaczka narciarska
  - Milad Karimi, kazachski gimnastyk
  - Boy Kemper, holenderski piłkarz
  - Natalie Alyn Lind, amerykańska aktorka
  - Zofia Stafiej, polska aktorka
  - Anastasija Zimiankowa, białoruska zapaśniczka
- 2000:
  - Rae Burrell, amerykańska koszykarka
  - Makar Ignatow, rosyjski łyżwiarz figurowy
  - Jan Jakubik, polski aktor
  - Jeremy Márquez, meksykański piłkarz
  - Kamil Piątkowski, polski piłkarz
  - Nikola Sibiak, polska kolarka torowa
- 2001:
  - Chung Jae-won, południowokoreański łyżwiarz szybki
  - Eleanor Worthington Cox, brytyjska aktorka
  - Azarias Londoño, panamski piłkarz
  - Sebastián Olmedo, paragwajski piłkarz
  - Dzmitryj Pryszczepa, białoruski piłkarz
  - Rubens, brazylijski piłkarz
  - Rameshbabu Vaishali, indyjska szachistka
  - Vanderson, brazylijski piłkarz
  - Otto Virtanen, fiński tenisista
- 2003:
  - Lyodra Ginting, indonezyjska piosenkarka, aktorka
  - Yomar Rocha, boliwijski piłkarz
- 2004 – Karim Adil Jusuf ad-Disuki, egipski zapaśnik

## Zmarli
- 217 p.n.e. – Gajusz Flaminiusz Nepos, rzymski polityk (ur. ok. 255 p.n.e.)
- 223 – Liu Bei, chiński wojskowy, polityk (ur. 161/162)
- 1040 – Fulko III Czarny, hrabia Andegawenii (ur. 972)
- 1205 – Enrico Dandolo, doża Wenecji (ur. ok. 1107)
- 1208 – Filip Szwabski, książę Szwabii, król Niemiec (ur. 1177)
- 1305 – Wacław II, król Czech i Polski (ur. 1271)
- 1356 – Bolko II, książę opolski (ur. ok. 1300)
- 1359 – Eryk XII Magnusson, król Szwecji i Norwegii (ur. 1339)
- 1377 – Edward III, król Anglii (ur. 1312)
- 1412 – Angelo Cino, włoski kardynał (ur. ?)
- 1413 – Świętobor I, książę szczeciński (ur. ok. 1351)
- 1448 – Teodor II Paleolog, despota Morei (ur. ok. 1396)
- 1521 – Leonardo Loredano, doża Wenecji (ur. 1436)
- 1527 – Niccolò Machiavelli, włoski prawnik, filozof, pisarz społeczny i polityczny, dyplomata (ur. 1469)
- 1529 – John Skelton, angielski poeta, dyplomata (ur. ok. 1460)
- 1547 – Sebastiano del Piombo, włoski malarz (ur. ok. 1485)
- 1582 – Nobunaga Oda, japoński daimyō (ur. 1534)
- 1587 – Uluch Ali, osmański korsarz pochodzenia włoskiego (ur. 1519)
- 1591 – Alojzy Gonzaga, włoski jezuita, święty (ur. 1568)
- 1600 – Jan Rigby, angielski męczennik i święty katolicki (ur. ok. 1570)
- 1603 – Giacomo Antonio Cortuso, włoski botanik (ur. 1513)
- 1614 – Bartholomäus Scultetus, niemiecki kartograf, matematyk, astronom, burmistrz Görlitz (ur. 1540)
- 1621 – Jan Jessenius, słowacki lekarz, filozof, polityk (ur. 1566)
- 1626 – Enrique de Guzmán Haros, hiszpański kardynał (ur. 1605)
- 1629 – Szymon Zimorowic, polski poeta pochodzenia ormiańskiego (ur. ok. 1608)
- 1631 – John Smith, angielski żeglarz, kolonizator, gubernator Wirginii, badacz wybrzeża Ameryki Północnej (ur. 1580)
- 1652 – Inigo Jones, angielski architekt (ur. 1573)
- 1654 – Mikołaj Konarzewski, polski jezuita, rektor kolegiów jezuickich (ur. 1608)
- 1657 – Jan Antonisz. van Ravesteyn, holenderski malarz (ur. ok. 1572)
- 1661 – Andrea Sacchi, włoski malarz (ur. 1599)
- 1668 – Aleksander Krzysztof Naruszewicz, polski szlachcic, polityk (ur. ?)
- 1692 – Chrystian Ludwik I, książę Meklemburgii-Schwerin (ur. 1623)
- 1715 – Jan (Maksymowicz), rosyjski duchowny prawosławny, metropolita tobolski i syberyjski, święty (ur. 1651)
- 1738 – Charles Townshend, brytyjski arystokrata, polityk (ur. 1674)
- 1752 – Memeskia, wódz indianski (ur. ok. 1695)
- 1755 – Giovanni Porta, włoski kompozytor (ur. ok. 1675)
- 1759 – Francesco Scipione Maria Borghese, włoski kardynał (ur. 1697)
- 1767 – Władysław Aleksander Łubieński, polski duchowny katolicki, arcybiskup gnieźnieński i prymas Polski, interrex (ur. 1703)
- 1780 – Jan Szczepan Kurdwanowski, polsko-francuski fizyk, podpułkownik (ur. 1680)
- 1788 – Johann Georg Hamann, niemiecki filozof, teolog (ur. 1730)
- 1795 – Antoni Höhne, czeski architekt, budowniczy, przedsiębiorca działający w Polsce (ur. 1745)
- 1797 – Andreas Peter Bernstorff, duński polityk (ur. 1735)
- 1800 – John Rutledge, amerykański prawnik, polityk (ur. 1739)
- 1804 – Walerian Zubow, rosyjski generał (ur. 1771)
- 1806 – Franciszek Ksawery Wettyn, polski królewicz, saski polityk (ur. 1730)
- 1808 – Mariana Waldstein, hiszpańska arystokratka, malarka pochodzenia austriackiego (ur. 1763)
- 1810 – Giovanni Battista Caprara, włoski duchowny katolicki, arcybiskup Mediolanu, kardynał, nuncjusz apostolski (ur. 1733)
- 1811 – Johann Georg von Einsiedel, saski polityk (ur. 1730)
- 1817 – António de Araújo de Azevedo, portugalski dyplomata (ur. 1754)
- 1820 – Alexis Thérèse Petit, francuski fizyk (ur. 1791)
- 1832 – Amalia Fryderyka Hessen-Darmstadt, księżna badeńska (ur. 1754)
- 1835 – Jan Rustem, polski malarz, rysownik (ur. 1762)
- 1844 – Joaquín Abarca, hiszpański polityk (ur. 1778)
- 1852 – Friedrich Fröbel, niemiecki pedagog (ur. 1782)
- 1853 – Ludwik Siewruk, polski anatom (ur. 1806)
- 1857 – Louis Jacques Thénard, francuski chemik (ur. 1777)
- 1858:
  - Adolf Ivar Arwidsson, fiński dziennikarz polityczny, pisarz, historyk (ur. 1791)
  - Dawson Turner, brytyjski bankier, botanik, antykwariusz (ur. 1775)
- 1860 – Mykoła Markewycz, ukraiński i rosyjski historyk, etnograf, poeta, kompozytor (ur. 1804)
- 1866 – Piotr Szembek, polski hrabia, generał dywizji w powstaniu listopadowym (ur. 1788)
- 1872 – Robert Eduard Prutz, niemiecki prozaik, poeta (ur. 1816)
- 1874:
  - Anders Jonas Ångström, szwedzki fizyk, astronom (ur. 1814)
  - Nil (Isakowicz), rosyjski biskup prawosławny (ur. 1799)
- 1876 – Antonio López de Santa Anna, meksykański generał, polityk, prezydent Meksyku (ur. 1794)
- 1877 – Nathaniel Palmer, amerykański kapitan, odkrywca i badacz Antarktydy (ur. 1799)
- 1879 – Jonathan Browning, amerykański wynalazca i producent broni (ur. 1805)
- 1882 – Makary (Bułgakow), rosyjski biskup prawosławny (ur. 1816)
- 1884 – Aleksander, książę holenderski (ur. 1851)
- 1885 – Henri Tresca, francuski inżynier (ur. 1814)
- 1886 – Daniel Dunglas Home, szkocki spirytysta (ur. 1833)
- 1887:
  - Marie Clarac, francuska zakonnica, misjonarka, Służebnica Boża (ur. 1817)
  - Hipolit Dobruchowski, polski kartograf, podporucznik, uczestnik powstania listopadowego (ur. 1806)
- 1888:
  - Adam Goltz, polski ziemianin, działacz gospodarczy i społeczny, publicysta, polityk (ur. 1827)
  - Jan Spławiński, polski prawnik (ur. 1830)
- 1893 – Leland Stanford, amerykański potentat przemysłowy, polityk (ur. 1824)
- 1895:
  - Antonina Rożniatowska, polska rzeźbiarka (ur. 1860)
  - Friedrich Tietjen, niemiecki astronom (ur. 1832)
- 1902:
  - Karol Kozłowski, polski architekt (ur. 1847)
  - Dionizy Mazurkiewicz, polski lekarz, uczestnik powstania styczniowego (ur. 1845)
- 1905 – Juan Lindolfo Cuestas, urugwajski polityk, prezydent Urugwaju (ur. 1837)
- 1907 – Lena Rice, irlandzka tenisistka (ur. 1866)
- 1908 – Nikołaj Rimski-Korsakow, rosyjski kompozytor (ur. 1844)
- 1910 – Joanna Schaffgotsch, niemiecka dziedziczka fortuny Karola Goduli (ur. 1842)
- 1912:
  - Mariusz Bojemski, polski inżynier (ur. 1876)
  - Władysław Woleński, polski aktor (ur. 1848)
- 1914 – Bertha von Suttner, austriacka pisarka, dziennikarka, pacyfistka, laureatka Pokojowej Nagrody Nobla (ur. 1843)
- 1917 – Matthias Zurbriggen, szwajcarski wspinacz, przewodnik górski (ur. 1856)
- 1918 – Edward Abramowski, polski myśliciel polityczny, filozof, psycholog, socjolog (ur. 1868)
- 1919 – Franz von Liszt, austriacki prawnik (ur. 1851)
- 1920 – Josiah Conder, brytyjski architekt (ur. 1852)
- 1921 – Andrew Beauchamp-Proctor, południowoafrykański pilot wojskowy, as myśliwski (ur. 1894)
- 1927 – Józef Izabel Flores Varela, meksykański duchowny katolicki, męczennik, święty (ur. 1866)
- 1928 – Leo Feldt, niemiecki generał (ur. 1846)
- 1929:
  - Leonard Hobhouse, brytyjski socjolog, filozof, wykładowca akademicki (ur. 1864)
  - Ödön Tersztyánszky, węgierski szablista, florecista (ur. 1890)
- 1930 – Ewa von Tiele Winckler, niemiecka duchowna luterańska (ur. 1866)
- 1932:
  - Jerzy (Ławrow), rosyjsko święty mnich prawosławny (ur. 1867)
  - Marshall Taylor, amerykański kolarz torowy (ur. 1878)
- 1933 – Franciszek Siwek, polski cieśla, poeta ludowy, publicysta (ur. 1858)
- 1935:
  - Franciszek Boczek, polski major piechoty (ur. 1895)
  - Edmond Fitzmaurice, brytyjski arystokrata, polityk (ur. 1846)
  - Alfred Roller, austriacki malarz, grafik, scenograf (ur. 1864)
- 1937:
  - Mikałaj Haładzied, białoruski działacz narodowy, publicysta (ur. 1894)
  - Iosif Ostrowski, radziecki starszy major bezpieczeństwa państwowego pochodzenia żydowskiego (ur. 1895)
  - Jānis Pauļuks, łotewski polityk, premier Łotwy (ur. 1865)
- 1938:
  - Edmund Osterloff, polski fotograf, działacz socjalistyczny (ur. 1863)
  - Gertrud Staats, niemiecka malarka (ur. 1859)
- 1939 – Wiktor Chworostian, radziecki major bezpieczeństwa państwowego, polityk pochodzenia ormiańskiego (ur. 1903)
- 1940:
  - Rozstrzelani w Palmirach:
    - Henryk Brun, polski przemysłowiec, polityk, poseł na Sejm RP (ur. 1888)
    - Czesław Marian Jankowski, polski adwokat, harcerz, harcmistrz (ur. 1880)
    - Halina Jaroszewiczowa, polska polityk, poseł na Sejm i senator RP (ur. 1892)
    - Janusz Kusociński, polski lekkoatleta, długodystansowiec (ur. 1907)
    - Wojciech Kwasieborski, polski polityk nacjonalistyczny, dziennikarz, publicysta (ur. 1914)
    - Mieczysław Markowski, polski działacz społeczny, samorządowiec, burmistrz Piaseczna (ur. 1878)
    - Józef Mrozowicki, polski dziennikarz, publicysta, polityk, komendant główny Legionu Młodych (ur. 1913)
    - Mieczysław Niedziałkowski, polski polityk socjalistyczny, poseł Sejm RP, publicysta (ur. 1893)
    - Jan Pohoski, polski działacz niepodległościowy, inżynier architekt, wiceprezydent Warszawy (ur. 1889)
    - Maciej Rataj, polski polityk, marszałek Sejmu RP (ur. 1884)
    - Tomasz Stankiewicz, polski kolarz torowy i szosowy (ur. 1902)
    - Andrzej Świetlicki, polski polityk nacjonalistyczny (ur. 1915)

  - Smedley Butler, amerykański generał (ur. 1881)
  - Keshav Baliram Hedgewar, indyjski polityk nacjonalistyczny (ur. 1889)
  - Leonard Marchlewski, polski prezbiter katolicki, męczennik, Sługa Boży (ur. 1866)
  - Hendrik Marsman, holenderski prozaik, poeta, krytyk literacki (ur. 1899)
  - Kazimierz Rosinkiewicz, polski pisarz, autor literatury dziecięcej i młodzieżowej (ur. 1865)
  - John T. Thompson, amerykański konstruktor broni strzeleckiej (ur. 1860)
  - Jean-Édouard Vuillard, francuski malarz, grafik (ur. 1868)
- 1941:
  - Otto Günther-Naumburg, niemiecki malarz (ur. 1856)
  - Zbigniew Jaruzelski, polski podporucznik (ur. 1900)
  - Wiktor Polak, polski poeta, powstaniec śląski (ur. 1883)
- 1942:
  - Frances Dove, brytyjska nauczycielka, działaczka oświatowa, feministka (ur. 1847)
  - Wolfgang Rudolf Fabian, duński wojskowy pilot morski (ur. 1915)
  - António Teixeira Lopes, portugalski rzeźbiarz (ur. 1866)
  - Otakar Zahálka, czeski generał (ur. 1891)
- 1943:
  - Leon Lipski, polski działacz komunistyczny (ur. 1902)
  - Zygmunt Łempicki, polski teoretyk literatury, germanista, wykładowca akademicki (ur. 1886)
- 1944:
  - Wanda Wasilewska, polska nauczycielka, harcerka (ur. 1923)
  - Karol Ziarno, polski podporucznik rezerwy piechoty, nauczyciel (ur. 1900)
- 1945:
  - Josef Hora, czeski poeta, dziennikarz i krytyk literacki, tłumacz (ur. 1891)
  - Zygmunt Tymków, polski podpułkownik geograf (ur. 1883)
- 1946:
  - Jan Kempiński, polski porucznik, żołnierz ZWZ-AK, uczestnik podziemia antykomunistycznego (ur. 1921)
  - Stanisław Kossakowski, polski podporucznik, żołnierz AK, uczestnik podziemia antykomunistycznego (ur. 1914)
- 1947 – Nikołaj Kryłow, rosyjski fizyk teoretyczny (ur. 1917)
- 1948 – Jan Jur-Gorzechowski, polski generał brygady (ur. 1874)
- 1949:
  - Fritz Höger, niemiecki architekt (ur. 1887)
  - Heliodor Píka, czechosłowacki generał (ur. 1897)
- 1950 – Ludwik Wojtyczko, polski architekt, projektant wnętrz i przedmiotów użytkowych (ur. 1874)
- 1951:
  - Charles Dillon Perrine, amerykańsko-argentyński astronom (ur. 1867)
  - Gustave Sandras, francuski gimnastyk (ur. 1872)
  - Gieorgij Zielony, rosyjski fizjolog, wykładowca akademicki (ur. 1878)
- 1952 – James Wolcott Wadsworth, amerykański polityk (ur. 1877)
- 1953 – Przemysław Podgórski, polski inżynier, działacz niepodległościowy (ur. 1879)
- 1954 – Gideon Sundback, amerykański inżynier, wynalazca pochodzenia szwedzkiego (ur. 1880)
- 1955:
  - Erich Brandenberger, niemiecki generał (ur. 1892)
  - Helena Uszyńska-Prawecka, polska aktorka (ur. 1900)
- 1956:
  - Romuald Gierasieński, polski aktor, tancerz (ur. 1885)
  - Władysław Jabłonowski, polski pisarz, krytyk literacki, polityk, poseł na Sejm Ustawodawczy i senator RP (ur. 1865)
- 1957:
  - Johannes Stark, niemiecki fizyk atomowy, laureat Nagrody Nobla (ur. 1874)
  - Antoni Śmigiel, polski inżynier, śmigłowcowy pilot doświadczalny (ur. 1933)
- 1958 – Herbert Brenon, amerykański reżyser i scenarzysta filmowy pochodzenia irlandzkiego (ur. 1880)
- 1961 – Walter Marciano, brazylijski piłkarz (ur. 1931)
- 1962 – Andrzej Misiaszek, polski działacz komunistyczny i związkowy (ur. 1879)
- 1963 – Jan Kwiecień, polski działacz komunistyczny (ur. 1899)
- 1964 – Henryk Sztompka, polski pianista, pedagog (ur. 1901)
- 1965:
  - Kay Fisker, duński architekt (ur. 1893)
  - Henry Weed Fowler, amerykański zoolog (ur. 1878)
- 1967 – Władysława Maciesza, polska polityk, senator RP, żołnierz wywiadu (ur. 1888)
- 1968 – Besim Levonja, albański aktor, reżyser, dramaturg (ur. 1922)
- 1969 – Maureen Connolly, amerykańska tenisistka (ur. 1934)
- 1970:
  - Piers Courage, brytyjski kierowca wyścigowy (ur. 1942)
  - Sukarno, indonezyjski polityk, prezydent Indonezji (ur. 1901)
- 1971 – José Roque Paes, brazylijski piłkarz (ur. 1933)
- 1972 – Robert Jahoda-Żółtowski, polski introligator, przedsiębiorca, działacz społeczny, polityk, poseł na Sejm RP (ur. 1891)
- 1973:
  - Gisèle Brelet, francuska pianistka, muzykolog (ur. 1915)
  - Åke Hallman, szwedzki piłkarz (ur. 1912)
  - Wanda Modzelewska, polska posiadaczka ziemska, etnograf, kostiumolog  (ur. 1895)
  - Oral Swigart, amerykański kontradmirał (ur. 1897)
- 1976 – Juliusz Mieroszewski, polski dziennikarz, pisarz, publicysta (ur. 1906)
- 1977 – Mieczysław Dębicki, polski inżynier, konstruktor samochodów (ur. 1905)
- 1978 – Franciszek Bay-Rydzewski, polski aktor, reżyser teatralny (ur. 1884)
- 1979:
  - Angus MacLise, amerykański perkusista, kompozytor, mistyk, szaman, poeta, okultysta, kaligraf (ur. 1938)
  - Wiktor Rojek, polski inżynier elektromechanik, autor podręczników specjalistycznych (ur. 1926)
- 1980:
  - Bert Kaempfert, niemiecki kompozytor, aranżer, kierownik orkiestry (ur. 1923)
  - Józef Marcinowski, polski duchowny katolicki, teolog, orientalista (ur. 1897)
- 1981:
  - Mostafa Czamran, irański fizyk, dowódca wojskowy (ur. 1932)
  - Tadeusz Dalbor, polski historyk, dyplomata (ur. 1889)
  - Alphonse Higelin, francuski gimnastyk (ur. 1897)
  - Alberto Suppici, urugwajski trener piłkarski (ur. 1898)
- 1982:
  - Hendrik Wade Bode, amerykański matematyk, wynalazca, wykładowca akademicki pochodzenia holenderskiego (ur. 1905)
  - Stanisław Woźniak, polski piłkarz (ur. 1921)
- 1983:
  - Herbert Grasemann, niemiecki szachista, kompozytor szachowy, autor książek o tematyce szachowej (ur. 1917)
  - Joseph Muzquiz, hiszpański duchowny katolicki (ur. 1912)
  - Thorstein Stenbek, norweski łyżwiarz szybki (ur. 1909)
- 1984:
  - Narcyz Łopianowski, polski rotmistrz Wojska Polskiego i major kawalerii Polskich Sił Zbrojnych, jeździec sportowy (ur. 1898)
  - Oreste Moricca, włoski szablista, szpadzista (ur. 1891)
- 1985:
  - Tage Erlander, szwedzki dziennikarz, wydawca, polityk, premier Szwecji (ur. 1901)
  - Marianne Frostig, amerykańska psycholog, terapeutka zajęciowa, wykładowczyni akademicka pochodzenia żydowskiego (ur. 1906)
- 1987 – Władysława Piechowska, polska działaczka niepodległościowa, społeczna i kombatancka (ur. 1900)
- 1988 – John Duncan Sr., amerykański polityk (ur. 1919)
- 1989 – Lee Calhoun, amerykański lekkoatleta, płotkarz (ur. 1933)
- 1990 – June Christy, amerykańska wokalistka jazzowa (ur. 1925)
- 1992:
  - Feliks Baranowski, polski polityk, poseł na Sejm PRL, minister oświaty (ur. 1915)
  - Li Xiannian, chiński polityk, przewodniczący ChRL (ur. 1909)
  - Lajos Sántha, węgierski gimnastyk (ur. 1915)
- 1993 – Artur Pawlak, polski żużlowiec (ur. 1974)
- 1995 – Kazimierz Pasenkiewicz, polski logik, filozof, polityk (ur. 1897)
- 1996:
  - Hanna Lucyna Filipkowska, polska historyk literatury (ur. 1936)
  - Władimir Zarubin, rosyjski animator (ur. 1925)
- 1997:
  - Leon Jeannot, polski reżyser filmowy (ur. 1908)
  - Roman Siemiński, polski kolarz szosowy, trener (ur. 1919)
  - Eusebio Hernández, chilijski koszykasz (ur. 1911)
- 1998:
  - Anastasio Alberto Ballestrero, włoski duchowny katolicki, arcybiskup Bari i Turynu, kardynał (ur. 1913)
  - Elio Morille, włoski wioślarz (ur. 1927)
- 2000 – Ion Alecsandrescu, rumuński piłkarz (ur. 1928)
- 2001:
  - Stanisław Frenkiel, polski malarz (ur. 1918)
  - John Lee Hooker, amerykański muzyk bluesowy (ur. 1917)
  - Adam Jasiewicz, polski botanik (ur. 1928)
- 2002:
  - Kazimierz Domański, polski mistyk, wizjoner, działacz chrześcijański (ur. 1934)
  - Marian Dziurowicz, polski działacz sportowy, prezes PZPN (ur. 1935)
- 2003:
  - Piet Dankert, holenderski nauczyciel, polityk, przewodniczący Parlamentu Europejskiego (ur. 1934)
  - Leon Uris, amerykański pisarz pochodzenia żydowskiego (ur. 1924)
- 2004 – John Heaps, australijski duchowny katolicki, biskup pomocniczy Sydney (ur. 1927)
- 2005:
  - Jerzy Kruszewski, polski optoelektronik (ur. 1937)
  - Jaime Sin, filipiński duchowny katolicki, arcybiskup Manili, kardynał (ur. 1928)
- 2006 – Chamis al-Ubajdi, iracki adwokat (ur. 1966)
- 2007:
  - Peter Michael Liba, kanadyjski dziennikarz, polityk (ur. 1940)
  - László Sillai, węgierski zapaśnik (ur. 1943)
  - Gerrit Voges, holenderski piłkarz (ur. 1932)
- 2009 – Jerzy Góral, polski polityk, minister kultury i sztuki (ur. 1944)
- 2010 – Héctor Demarco, urugwajski piłkarz (ur. 1936)
- 2011:
  - Adam Dzieszyński, polski aktor (ur. 1929)
  - Robert Kroetsch, kanadyjski prozaik, poeta, teoretyk literatury (ur. 1927)
- 2012:
  - Henryk Bereza, polski krytyk literacki (ur. 1926)
  - Melecjusz (Kalamaras), grecki biskup prawosławny (ur. 1933)
  - Ramaz Szengelia, gruziński piłkarz (ur. 1957)
- 2013:
  - Longin Łozowicki, polski generał broni, dowódca Wojsk Obrony Powietrznej Kraju, członek WRON (ur. 1926)
  - Alen Pamić, chorwacki piłkarz (ur. 1989)
  - Zygmunt Wilczek, polski podpułkownik, geograf, doktor nauk przyrodniczych (ur. 1946)
- 2014:
  - Walter Kieber, liechtensteiński polityk, premier Liechtensteinu (ur. 1931)
  - Roman Laskowski, polski językoznawca, polonista i slawista, działacz opozycji antykomunistycznej (ur. 1936)
  - Klemens Mikuła, polski architekt (ur. 1931)
  - Anna Pawełczyńska, polska socjolog kultury (ur. 1922)
- 2015:
  - Zbigniew Drela, polski związkowiec, polityk, poseł na Sejm RP (ur. 1931)
  - Juan José Estrada, meksykański bokser (ur. 1963)
  - Leszek Grodecki, polski siatkarz (ur. 1926)
  - Gunther Schuller, amerykański muzyk jazzowy, dyrygent, kompozytor (ur. 1925)
  - Stanisław Szczepaniak, polski biathlonista (ur. 1934)
- 2016 – Zdzisław Cackowski, polski filozof (ur. 1930)
- 2017:
  - Jurij Drozdow, rosyjski generał major KGB (ur. 1925)
  - Artur Korobowicz, polski prawnik, historyk prawa (ur. 1938)
  - Steffi Martin, niemiecka saneczkarka (ur. 1962)
- 2018 – Charles Krauthammer, amerykański dziennikarz, publicysta (ur. 1950)
- 2019:
  - Ewa Andrzejewska, polska chemik (ur. 1950)
  - Dimitris Christofias, cypryjski polityk, prezydent Cypru (ur. 1946)
  - Ołeksandr Filajew, ukraiński piłkarz (ur. 1934)
- 2020:
  - Pascal Clément, francuski prawnik, polityk, minister sprawiedliwości (ur. 1945)
  - Bobana Momčilović Veličković, serbska strzelczyni sportowa (ur. 1990)
  - Bernardino Piñera Carvallo, chilijski duchowny katolicki, arcybiskup metropolita La Sereny (ur. 1915)
  - Ahmad Radhi, iracki piłkarz (ur. 1964)
- 2021:
  - Bohdan Dudek, polski psycholog, wykładowca akademicki (ur. 1942)
  - Masatomi Ikeda, japoński nauczyciel aikido (ur. 1940)
  - Mamady Keita, gwinejski djembefola, muzyk, perkusista, nauczyciel, popularyzator kultury Mande (ur. 1950)
- 2022:
  - Patrizia Cavalli, włoska poetka, tlumaczka (ur. 1947)
  - Tadeusz Gołębiewski, polski przedsiębiorca (ur. 1943)
  - Duncan Henderson, amerykański producent filmowy (ur. 1949/50)
  - Dragan Tomić, serbski inżynier, polityk, przewodniczący Zgromadzenia Narodowego, p.o. prezydenta Serbii (ur. 1935)
- 2023:
  - Guillermo Escalada, urugwajski piłkarz (ur. 1936)
  - Winnie Ewing, brytyjska prawnik, polityk, eurodeputowana (ur. 1929)
  - Vytautas Šustauskas, litewski inżynier, polityk, samorządowiec, mer Kowna (ur. 1945)
- 2024:
  - Józef Buszman, polski informatyk, samorządowiec, wiceprezydent Katowic, prezes Związku Górnośląskiego (ur. 1946)
  - Gianfranco Gardin, włoski duchowny katolicki, franciszkanin konwentualny, biskup Treviso (ur. 1944)
  - Stanisława Zyta Grabowska, polska lekarka, specjalistka w zakresie chirurgii stomatologicznej i chirurgii szczękowo-twarzowej, profesor nauk medycznych (ur. 1944)
  - Frederick Vine, brytyjski geolog, geofizyk, wykładowca akademicki (ur. 1939)
- 2025:
  - Jarosław Klejnocki, polski prozaik, poeta, krytyk literacki (ur. 1963)
  - Danuta Kobylińska-Walas, polska kapitan żeglugi wielkiej (ur. 1931)
  - Rajkeswur Purryag, maurytyjski prawnik, polityk, wicepremier, przewodniczący Zgromadzenia Narodowego, prezydent Mauritiusa (ur. 1947)
  - Frederick W. Smith, amerykański przedsiębiorca, miliarder, założyciel FedEx (ur. 1944)
  - Walentina Tałyzina, rosyjska aktorka (ur. 1935)